# 学戦都市アスタリスク
『学戦都市アスタリスク』（がくせんとしアスタリスク）は、三屋咲ゆうによる日本のライトノベル。MF文庫J（メディアファクトリー→KADOKAWA）より2012年から2022年まで刊行された。イラストはokiuraが担当。
メディアミックスとして、本編のコミカライズが『月刊コミックアライブ』で連載された（作画：にんげん）。2014年8月には、『別冊少年マガジン』2014年9月号から外伝コミカライズ『学戦都市アスタリスク外伝 クインヴェールの翼』（がくせんとしアスタリスクがいでん クインヴェールのつばさ）の連載が開始され、2016年10月号まで連載された（作画：茜錆）。またテレビアニメ化され、2015年10月から12月まで第1期が、2016年4月から6月まで第2期が放送された。

## あらすじ
旧世紀、無数の隕石が降り注ぐ未曾有の大災害「落星雨（インベルティア）」によって世界が一変した。既存の国家は衰退し、一方で無数の企業が融合して形成された統合企業財体が台頭していく。また落星雨は万応素（マナ）が結晶化したマナダイトという鉱石と、生まれながらに驚異的な身体能力を持つ新人類《星脈世代（ジェネステラ）》の誕生という、新たな可能性ももたらした。優勝者は好きな望みを叶えてもらえるというバトルエンターテインメント《星武祭（フェスタ）》、そこでの優勝を目指して《星脈世代》の少年少女たちは水上学園都市「六花」（通称：アスタリスク）で切磋琢磨していた。

### 本編
1巻
アスタリスクにある6つの学園の1つ「星導館学園」に特待生として招かれた主人公の天霧綾斗。《星武祭》に興味があるわけではなかったが、自分の成すべきことを見つけるためにと、何度か断ってきた特待生としての転入の招待を受けた。そして綾斗は、祖国の友人たちを貧困や統合企業財体の圧力から救うために《星武祭》で優勝すべく一人奮闘する少女・ユリス＝アレクシア・フォン・リースフェルトと出会う。彼女の眼差しから失踪した姉と同じものを感じた綾斗はユリスの力になる事を決意し、《星武祭》に挑むことになる。
2巻
星導館学園の序列1位・刀藤 綺凛は、刀藤流宗家の当主・誠二郎を父に持っていた。だが、彼は《星脈世代》であるため正当防衛ではあっても一般人を傷つけてしまったことで刑務所に収監されてしまった。彼の兄で綺凛の伯父・鋼一郎は統合企業財体・銀河の幹部候補であり、姪の綺凛を星導館の歴史に残る生徒として演出することで幹部へ昇格することを目指していた。彼女は伯父の戦略に従っていたものの、口出しは許されず、事あるごとに手を上げられていた。彼女は、綾斗との出会いを通し、伯父と決別する。その際に、綾斗と決闘をした末に敗北、序列外となった。こうして、鋼一郎は失脚した。
3巻
星導館学園の序列1位である綺凜を撃破して以来、綾斗は有名人になった。彼とユリスは、近く行われる学生同士の大規模な武闘大会の一つ《鳳凰星武祭》に出場することになった。また、綾斗の幼馴染・沙々宮紗夜は綺凜の出場も決まった。
一方、アスタリスクを構成する「アルルカント・アカデミー」では、自律式擬形体（パペット）の専門家であるエルネスタ・キューネが、自作の律式擬形体アルディとリムシィを出場させた。
4巻
《鳳凰星武祭》のさなか、綾斗の弱点が露見してしまう。さらに、対戦相手である界龍第七学院の黎沈雲&沈華兄妹にその弱点を突いてくる上、チームワークで綾斗たちを追い詰めていった。

5巻
《鳳凰星武祭》の準決勝第一試合で、紗夜と綺凛は、アルディとリムシィと対決する。そのころ、ユリスのメイド・フローラは主の応援のためにアスタリスクを訪れたところ、レヴォルフ黒学院大学部の諜報組織 「黒猫機関」ヴェルナーによって拉致され、綾斗が《黒炉の魔剣》を二度と使用できなくするための緊急凍結申請を行わせるための人質にされる。しかし決勝戦当日に紗夜と綺凛に救出され、綾斗とユリスは無事に決勝戦に出ることができた。優勝したユリスは望みとして莫大な金を手に入れ、孤児院の借金を返済した上で今後の孤児院の運営資金にあてることができた。
6巻
《鳳凰星武祭》が終了した一ヶ月後、ユリスは綾斗たちを連れてリーゼルタニアに里帰り、フローラに出迎えられる。
7巻
2年目の秋に行われる団体戦《獅鷲星武祭》に向け、綾斗らはチーム・エンフィールドを結成し、特訓に励んでいた。その後春を迎え、六学園合同の大学園祭が開幕された。
8巻
ついに獅鷲星武祭が開かれたが、「星導館学園」の運営母体である統合企業財体・銀河はクローディアの願いをよしとせず、密かに動いていた。
9巻
クローディアを探す綾斗たちの前に、彼のルームメイトである夜吹英士郎が足止めに現る。
10巻
クロ―ディア暗殺騒動も落ち着いた後、チーム・エンフィールドの面々は、《獅鷲星武祭》準決勝にて、界龍第七学院のチーム・黄龍を撃破し、決勝戦で聖ガラードワース学園のチーム・ランスロットと対決する。
聖ガラードワース学園生徒会長兼チーム・ランスロットのリーダーであるアーネスト・フェアクロフは、自分の得物である《白濾の魔剣》の代償である「常に高潔であり、私心を捨て、全ての行動において秩序と正義の代行者たることを強いる」という性質に対し、その意図を汲み取りある程度自らの行動に融通を利かせてきた。ところが、欲望のままに戦った事で《白濾の魔剣》に見限られて使用できなくなり、不利に陥る。《獅鷲星武祭》閉幕後に、アーネストは生徒会長を引退する。
《獅鷲星武祭》の裏で、「金枝篇同盟」と呼ばれる集団が暗躍していた。実際、チーム・ランスロットの一員であるパーシヴァル・ガードナーは、決勝戦直前に渡されたメッセージカードによる呼び出しに応じ終了後にディルクと再会、自身の望みを叶える為にディルクの提案を聞くことを了承する。彼女は自らの得物である《聖杯》を持ったまま姿を消し、休学扱いとなった。
11巻
《獅鷲星武祭》で優勝したチーム・エンフィールドは、綺凛の願いである父の釈放を実現した。
さて、アスタリスクでは3年目の冬に個人戦《王竜星武祭》が行われることとなっていたが、この戦いへ予定の綾斗と綺凛は互いの実家を訪れることになった。
12巻
帰省を通じて父親との関係を改善できた綾斗は、アルルカント・アカデミーの《大博士》のヒルダ・ジェーン・ローランズに頼んで遥を目覚めさせてもらう。
13巻
《処刑刀》に遥を人質に取られた綾斗はやむを得ず《王竜星武祭》に出場する。
14巻
《王竜星武祭》の序盤、綾斗はレヴォルフ黒学院のロドルフォ・ゾッポと、ユリスはチーム・黄龍のメンバーである武暁彗、紗夜は星露の魎山泊に参加していたクインヴェール女学園の序列35位ヴァイオレット・ワインバーグと戦う。
15巻
準々決勝、綾斗は冬香と、紗夜はレナティと、そしてシルヴィアはオーフェリアと激戦を繰り広げていた。一方、ユリスは不戦勝ということで準決勝に進んでいた。綾斗がユリスとの決戦について悩んでいたところ、聖ガラードワースの生徒会長の座を引き継いだノエル・メスメルが、遥を助けるために協力したいと申し出る。
16巻
ユリスは綾斗を撃破し、決勝戦にコマを進めた。一方、準決勝でオーフェリアと対峙した紗夜は、戦いに来たのではなく、話をしに来たと告げる。
17巻
《王竜星武祭》決勝、ついにユリスはかつての幼馴染であるオーフェリアと対決する。また、非合法の戦い《蝕武祭》では、綾斗が《処刑刀》もとい《星武祭》の最高責任者であるマディアス・メサと対決していた。

### クインヴェールの翼
1巻
若宮美奈兎は、ナックル型煌式武装を武器に戦い続けてきたものの、「決闘49連敗」という不名誉な記録を持っていた。ある日、美奈兎はひょんなことから出会ったクロエのアドバイスを受けたことで序列入りを果たし、「チーム戦である《獅鷲星武祭》ならば優勝の可能性がある」と示されたことから、仲間を集め《チーム・赫夜》を結成する。
2巻
ある日、クロエが消息を絶ち、チーム・赫夜の面々はクインヴェール女学園理事長のペトラと会うも、クロエのことは忘れろと告げられる。途方に暮れる中、女学園不動の序列一位であるシルヴィア・リューネハイムら“クインヴェール最強チーム”に挑むことにした。
3巻
《獅鷲星武祭》にて、チーム・赫夜は今大会のダークホースとしてベスト8（準々決勝）まで進出する。準々決勝ではクロエの元同僚たちで構成されたチーム・ヘリオンと対峙する。彼女たちは勝利したものの全員のダメージが大きく、準決勝でのチーム・ランスロットとの試合を棄権するしかなく、不戦敗となる。

## 世界観
現実世界の近未来にあるような世界を舞台とする学園バトル物で、建物や機器には若干のSF要素も含まれる。特殊な力を持った《星脈世代》の少年少女が一つの都市「アスタリスク」に集まり年に一度開催される武闘大会《星武祭》に挑戦する。各地に降り注いだ隕石の影響で情勢は大きく変化している。現実との主な違いとして以下のものが挙げられる。
- 国家が衰退したことで企業の連合体、統合企業財体が台頭している
- 既存の倫理観が廃れ、企業の営利主義的な考えが重視されている
- 隕石にもたらされた未知の元素の影響で特殊な力を持つ新人類《星脈世代》が誕生した
- 未知の元素を元に落星工学という新たな科学体系が確立している

《星武祭》はこのような背景から6つの財体が共同で主催し《星脈世代》の学生を闘わせるバトルエンターテイメントであり、営利主義の象徴のような描かれ方をしている。登場人物は《星脈世代》としての力、戦闘の技術、落星工学による武装を駆使して闘う。学生を闘わせる理由は現実の日本で甲子園や箱根駅伝のように学生が切磋琢磨しながら頂点を目指す姿が注目を集めるのと同様で、その性質を利用した強い営利目的から作り上げたものが《星武祭》である。各財体はアスタリスクに独自の学園を設置し選手の育成にあたっており、学生たちは《星武祭》での優勝を目指して戦闘や落星工学の技術を磨くために切磋琢磨している。さらに所属学生の《星武祭》での成績は財体の沽券にも関わる重要な課題となっているため、各学園は財体の息がかかった諜報機関を擁しライバルへの妨害も平然と行う。これに立ち向かう主人公たちの闘いの舞台は学園内や《星武祭》に留まらない。
アスタリスクの外での政治・経済を含めて世の中全体が財体の意向によって動き、世界の各所で問題が起きている様子も描かれている。また、アスタリスクには多くの《星脈世代》が集まるため主要登場人物の多くはこれに該当するが、世界的にはマイノリティーで差別の対象となっている。登場人物にもこういった背景に関連する目的で《星武祭》に出場する者がおり、読み手にこの世界が抱える問題を印象付けている。さらに統合企業財体とは異なる行動原理で暗躍する組織も存在し、物語に深みを持たせている。

## 登場人物

### 主要人物
天霧 綾斗（あまぎり あやと）
声 - 田丸篤志、諏訪彩花（幼少期）
- 所属：星導館学園高等部1年3組→2年→3年
- 序列：星導館学園1位
- 煌式武装：剣型純星煌式武装《黒炉の魔剣（セル＝ベレスタ）》、ブレード型煌式武装
- 二つ名：叢雲（むらくも）

本作の主人公。
クローディアから特待生枠での転入を斡旋され、姉である遥の消息を追って学園へやってくる。遥が行方をくらましてから、自分のしたいことやすべきことが分からないという悩みを抱えながら過ごしていたが、学園でユリスと出会ったことで、自分のやりたいことや成すべきことが定まっていく。
一見すると優男だが、芯の部分では掴みどころのない飄々とした少年である。しかし、何気ない会話の中から事件の核心に迫る情報を引き出すなど、駆け引きに長ける一方、根はお人好しである。
《天霧辰明流》と呼ばれる古流剣術と膨大な星辰力を駆使した戦闘スタイルで、主に学園から借り受けた四色の魔剣の一振りである純星煌式武装《黒炉の魔剣（セル＝ベレスタ）》を駆使して闘う。剣術をメインに戦うが、槍術や小太刀術や組討術も会得しているため、それらに対応した煌式武装や徒手での戦闘を行うこともある。《天霧辰明流》の技を放つ際には技名（技によっては口上）を口にしているが、これは幼少の頃、紗夜との立ち合いで負けた際に、彼女の「お願い」として技名を叫ぶようになったのが理由である。五年前に姉である遥の禁獄の力により、その星辰力の大半を三段階で封じられており、全力を出すには一時的に封印を破る必要がある。解放状態での長時間の戦いはできず、普段の戦闘力は学園でも中の下であった。
入学してしばらくした頃、当時序列一位であった綺凛と決闘で戦い勝利し、「星導館学園序列一位」となり《冒頭の十二人》の一人となる。それ以来、クローディアが命名した《叢雲（むらくも）》の二つ名で呼ばれるようになる。
ユリス＝アレクシア・フォン・リースフェルト（Julis-Alexia von Riessfeld）
声 - 加隈亜衣
- 所属：星導館学園高等部1年3組→2年→3年
- 序列：星導館学園5位
- 煌式武装：細剣型煌式武装《アスペラ・スピーナ》→煌式遠隔誘導武装《ノヴァ・スピーナ》
- 二つ名：華焔の魔女（グリューエンローゼ）

本作のヒロインの一人。通称ユリス。リーゼルタニア国の第一王女である。ヨーロッパの王室名鑑にフルネームであるユリス＝アレクシア・マリー・フロレンツィア・レナーテ・フォン・リースフェルト（Julis-Alexia Marie Florentia Renate von Riessfeld）の名で載っている。綾斗と同じクラス。
綾斗が学園で最初に出会った人物であり、また初めて学園内での決闘を経験した相手でもある。転校してきたばかりで女性寮の存在を知らず善意で落とし物であるハンカチを届けた綾斗とは着替え姿で出逢うことになってしまう。出逢いは最悪であったが}、すぐに彼の実直で優しい人柄に気付き関係は改善、戦友に近い形を経て一人の男性として意識し始めている。周囲にライバルが多いため綾斗を奪い合うことも多いが、いざ綾斗を恋愛対象として指摘されると素直になれず意地を張って否定しがちになってしまってもいる。
星導館では学園序列五位であり、《冒頭の十二人》と呼ばれる実力者。《星脈世代》の中でもひときわ特異な存在であり、万応素とリンクし世界の法則を捻じ曲げることができる《魔女》である。爆発的な星辰力を糧に自由自在に炎を操ることから《華焔の魔女（グリューエンローゼ）》という二つ名で呼ばれ恐れられる。最大の特徴は炎を使った正面からの攻撃や設置型のトラップなど、技が多彩なことである。ブースターを形成することで高速移動や飛行も可能になる。
使用武器は細剣型の煌式武装《アスペラ・スピーナ》だが、《鳳凰星武祭》での激戦で修復不能なほど酷い破損をしてしまい、現在は星導館学園とアルルカント・アカデミーが共同開発した煌式遠隔誘導武装《ノヴァ・スピーナ》を使用。
統合企業財体の影響によって資金難に陥った祖国の孤児院を立て直すためにアスタリスクへ来ており、《星武祭》の制覇を狙っている。リーゼルタニアが統合企業財体の傀儡国家になり果てていること、一部の富裕層が特権を享受し、富裕層による一方的な搾取によって一般の国民の生活が困窮していることに疑問を抱かない祖国の体制には憤りを感じているほか、一般の国民を見捨てている警察組織の実態も見抜いており、最初から彼らには何も期待していない。特に孤児院の苦しい状況を理解しているが故に、孤児院に対して理不尽な所業が行われても警察組織が守ってくれないこと、それどころか最初から孤児院を切り捨て守るポーズさえ見せず我が身可愛さのため逃亡するであろうことも予測しており、皮肉にもその判断が的を射ていたことにより綾斗たちと孤児院を戦火から守り抜くことに成功する。
素直で何事にも毅然とした態度で臨む反面、融通が利かない。
沙々宮 紗夜（ささみや さや）
声 - 井澤詩織
- 所属：星導館学園高等部1年→2年→3年
- 序列：序列外（実力は星導館学園5位相当）
- 煌式武装：三十五式煌型重機関砲グランヴァレリア、四十一式煌型誘導曲射粒子砲ヴァルデンホルト改、四十二式煌型杭打式粒子砲アレスブリンガーなど

本作のヒロインの一人。綾斗のクラスメイトで、6年ぶりに再会を果たした幼馴染の少女。遥とも親しかった。小柄な身体をしている。本人は自分の発育の悪さを気にしており、特に自身と背丈があまり変わらないのに胸が大きい綺凛に不満を持っている。《王竜星武祭》編からは髪を伸ばして大人っぽい雰囲気となっている。
感情が顔に出ることは少なく口調はぶっきらぼうだが、ノリが良く行動は積極的である。自分の恋心を勘ぐるクラスメートに銃を向けたり、見知らぬ後輩の女子と歩いている綾斗に飛びついて首を絞めるなど度々過激な行動に出る。好感を抱いている人物にはたとえ敵であってもその旨を表明したり、自分の身勝手な行動を指摘されれば謝るなど非常に素直な性格である。朝が弱く、寝坊して授業をさぼってはしばしば補習を受けさせられている。方向音痴だが勘は鋭い。
父親が落星工学の科学者であり、銃をはじめとする煌式武装の“宣伝”のために学園へ入学した。自身の目的も持ってアスタリスクに来たが、夜吹の指摘で日本にいる綾斗と再会することだと示唆されている。
序列への関心の薄さから序例外ではあるものの、序列五位のユリスと同程度の実力を持ち、紗夜の戦闘を見たユリスも一目でそれを認めている。また、《星武祭》は「綾斗が出場するなら私も」という理由で出場している。
銃器型の煌式武装を得物とし、その数は大小あわせて十数種類に及ぶ。
クローディア・エンフィールド（Claudia Enfield）
声 - 東山奈央
- 所属：星導館学園高等部1年→2年→3年
- 序列：星導館学園2位
- 煌式武装：双剣型純星煌式武装《パン＝ドラ》
- 二つ名：千見の盟主（パルカ・モルタ）

本作のヒロインの一人。星導館学園生徒会長で、綾斗を特待生として推薦した。両親は共に、星道館学園のスポンサーである統合企業財体「銀河」の上役。しっとりと落ち着いた雰囲気をまとうが、実際は腹黒い性格をしており、普段の態度はせめて外面や人当たりだけは良くしておかないといけないという考えに起因する。
彼女もまた《冒頭の十二人》の一人であり、数少ない純星煌式武装である双剣《パン＝ドラ》を操る実力者で序列二位だが、表に出て戦うことは少ない。この武装は保有者に数秒先の未来を見せる魔剣であると言われており、本人も《千見の盟主（パルカ・モルタ）》という。その二つ名で呼ばれている。その力の代償として、夢という形で未来に起こり得る数多の死を体験しなければならない。決闘の数自体が少なく、序列二位にも関わらずその座を狙って彼女に挑もうとする者すらほとんど現れないため、本当の能力がどのようなものかは定かではない。《パン＝ドラ》の性能に加え、本人の純粋な近接戦闘能力もずば抜けて高い。
刀藤 綺凛（とうどう きりん）
声 - 小澤亜李
- 所属：星導館学園中等部1年→2年→3年
- 序列：元・星導館学園1位
- 煌式武装：日本刀型純星煌式武装《芙堕落（ふだらく）》
- 武装：千羽切（せんばきり）→雛丸（ひいなまる）
- 二つ名：疾風刃雷（しっぷうじんらい）

本作のヒロインの一人で、刀藤流宗家の当主・誠二郎の娘である。普段は気弱な態度をとるが、剣技の技量が高く、剣術の話になると饒舌になる。
煌式武装を使わず、実剣の日本刀《千羽切（せんばきり）》一本で並み居る強者を返り討ちにしている。
《獅鷲星武祭》に優勝した後、父親の釈放が実現した。そして、クローディアの勧めに従い日本刀型の純星煌式武装《芙堕落（ふだらく）》と、折れた《千羽切》に代わって鋼一郎から譲り受けた日本刀の最上大業物《雛丸（ひいなまる）》を使用する。そして、綾斗と遥が《処刑刀》の脅迫に屈した後に、紗夜と共に《金枝篇同盟》に関する一連の事情を聞き、改めて協力することになる。
シルヴィア・リューネハイム（Sylvia Lyyneheym）
声 - 千菅春香
- 所属：クインヴェール女学園高等部
- 序列：クインヴェール女学園1位
- 煌式武装：銃剣型煌式武装《フォールクヴァング》
- 二つ名：戦律の魔女（シグルドリーヴァ）

本作のヒロインの一人。前回の《王竜星武祭》準優勝者。
クインヴェール女学園の生徒会長を務めており、生徒たちの前では余裕のある優しい生徒会長だが、理事長のペトラや綾斗の前では年齢相応の子供っぽい一面も見せる。学園の戦略の一環としてアイドル活動も行い、至高の歌姫と称されている。
《魔女》であり、その能力は歌を媒介にすることでイメージを様々に変化させることができる「万能」である。得手不得手はあるものの、治癒能力を除いてあらゆる事象をコントロールすることができる。歌一つにつき効果は一つで、歌唱の長さが効果の強さに比例する。試合で使用する武装は銃剣一体型の大型煌式武装だが、初めて手にした短剣型の煌式武装で華麗な剣捌きを披露し流星闘技も難なくこなすほど戦闘力は高い。詩の蜜酒のランキングは、《獅鷲星武祭》後にオーフェリアに次いで2位となる。《星武祭》は《王竜星武祭》に絞っており、前回敗北しているオーフェリアにリベンジを果たすことを目指している。
歌と格闘技の先生であるウルスラの行方が分からなくなっており、歓楽街等を個人で捜索している。本来の髪色は紫色だが、ウルスラ探索の際はヘッドフォン型の髪飾りの機能で髪の色を栗色に変えるなどの変装をしている。
《鳳凰星武祭》時にはフローラの誘拐事件の最中に歓楽街で綾斗と出会い、能力でフローラの監禁場所をある程度まで絞り込む。その後、綾斗を学園祭でのデートに誘い、学園祭で綾斗と三日間デートをする。学園祭最終日のグラン・コロッセオにも緊急参加するが、その最中にウルスラの姿を目撃し途中棄権して追いかけ、遂にウルスラと再会するが彼女はヴァルダに体を乗っ取られており、ヴァルダに記憶を消されかけるが綾斗に助けられて難を逃れ、そのことで綾斗に本気の好意を抱くようになる。

### 星導館学園

#### 冒頭の十二人
レスター・マクフェイル（Lester MacPhail）
声 - 星野貴紀
- 所属：星導館学園高等部1年生→2年生→3年生
- 序列：星導館学園9位→11位
- 煌式武装：戦斧型煌式武装《ヴァルディッシュ＝レオ》
- 二つ名：轟遠の烈斧（コルネフォロス）

鍛え上げられた筋肉と広い肩幅、そして2メートル近い巨躯を持つ大柄な青年。
《星脈世代》の中でも極めて恵まれた体格を活かしたパワーファイトを得意とする。一方で、《魔女》や《魔術師》といった能力者とは相性が悪い。生まれ持った体格の良さに驕らず、実力を高めるため努力を惜しまない姿勢は他者からも評価されているが、相性の悪さなどの問題を力押しで解決しようとする傾向が強いなど課題も多い。しかし《獅鷲星武祭》閉幕後から星露の魎山泊に参加し、ユリスが驚くほど実力を向上させる。なお魎山泊での序列は、一番上の甲武だった。
道に迷っていた紗夜をついでにと助けたり、“ケジメ”と称し自分を助けてもらったことに対し、わざわざ綾斗の元まで顔を見せるなど、義理堅い一面も持つ。サイラスが去った後はユリスとの関係も改善し、綾斗達も含め戦友のような形になっている。
綾斗が編入する前年の公式序列戦で、当時序列十七位だったユリスに敗北している。プライドが高いが故、以来ユリスを強くライバル視し、再戦を求める。サイラス・ノーマンの策略により本人も自覚しない形でユリスを挑発するよう誘導されていたが、サイラスの本性を知るとユリスの危機を救う形でサイラスに戦いを挑むなど見た目と違い正道を歩む人格の持ち主でもある。サイラスへの怒りも自身を騙したことでなく、同じ学園の仲間たちの情報を売り渡すような行為に手を染めていたことへの怒りであった。
《鳳凰星武祭》編では、ランディとコンビを組んで出場。これまでの自身の力押しの戦いを反省し、情報を冷静に分析した戦いで周囲を驚かせている。
ファードルハ・オニール
- 所属：星導館学園大学部
- 序列：星導館学園3位
- 煌式武装：蛇腹剣型純星煌式武装《蛇剣オロロムント》
- 二つ名：輪蛇王（クエレブレ）

自分の純星煌式武装である《蛇剣オロロムント》を愛しており、自分の所有物にする為に《王竜星武祭》に出場する。一回戦でヒルダと対戦するが、目の前で《蛇剣オロロムント》のウルム＝マナダイトを『力』で割り砕かれた後、意識を失って敗退する。
ネストル・ファンドーリン
- 所属：星導館学園大学部
- 序列：星導館学園4位
- 二つ名：氷屑の魔術師（フリームスルス）

《獅鷲星武祭》では、チーム・ヒュノスティエラを率いて出場し二回戦でチーム・黄龍と戦ったが、武暁彗一人に完敗する。
能力によって生成する氷柱による遠距離攻撃、氷の剣による近接攻撃に加えて地面を覆う氷塊などで敵の動きを制限することもできる。
序列は一つ上だが、能力の相性からユリスは苦手とみられる。
東薙 茨（あずまち いばら）
- 所属：星導館学園大学部
- 序列：星導館学園6位
- 二つ名：倒鬼（とうき）

自身で創始した《星脈世代》流の実践合気柔術を使用する。かつては自分と同じく特殊な能力なしで戦う綺凛に仲間意識を抱いていたが、綺凛が純星煌式武装《芙堕落》を所持するようになってからは、一転して批判的になっている。
《王竜星武祭》に出場し、本戦に進出する。しかし本戦の四回戦で武暁彗と対戦し、武暁彗の一撃を受けて敗退する。
合気柔術（あいきじゅうじゅつ）
遠野 百舌妃（とおの もずき）
- 所属：星導館学園高等部
- 序列：星導館学園7位
- 純星煌式武装：那由他の魔弓（ロングシャンクス）
- 二つ名：雷鳴（かんなり）

関西弁の少女。絶対の勝率が無い限り勝負を挑まない慎重な性格。遠距離戦闘では学園最強と言われる。脚部に装着したバーニアユニットによって徹底的に近接戦を避け、曲射からの矢を分裂させた広範囲攻撃を行い、決まらなければ狙い撃ちするというシンプルな戦術を採る。長引くと不利になる代償のため長期戦は良しとしない。
同じく遠距離戦を得意とするユリスは序列では上であるものの、相性が悪い相手としていた。しかし、学園祭の後の公式序列戦ではユリスに完敗する。
なお、上記以外の冒頭の十二人として、ノエル・カーシュ（8位）、ケイティ・ユニアック（10位）、劫燐（11位）、セドリック・ガネル（12位）がいる。うち、ノエル・カーシュは高等部、ケイティ・ユニアックは中等部、残り2人は大学部に所属している

#### その他の学園関係者
夜吹 英士郎（やぶき えいしろう）
声 - 内田雄馬
- 星導館学園高等部1年3組→2年生→3年生

綾斗のクラスメイト兼ルームメイトの少年。人懐っこい笑みが似合う精悍な顔立ちをしているが、左頬にやや目立つ傷痕がある。綾斗よりも頭一つ分背が高い。新聞部に所属しており、星導館や他学園の有力学生に関することから下世話な話まで様々な情報に通じている。《星武祭》での活躍は既に諦めており、学生の立場を利用して収集した情報で小遣い稼ぎをしている。転入生である綾斗に様々な知識を提供してくれる。ネットで既に広まっている情報は無料で提供してくれるが、独自に調べた情報は学食のおかずなどと引き換えに提供している。一方、親しい友人には、デマを流して楽しむこともある。
銀河の諜報工作機関《影星》に所属しており、クローディアとは“裏”の繋がりを持っている。《影星》の中でも飛び抜けて実力が高く、その力は《冒頭の十二人》クラスに匹敵し、ユリスや紗夜を大きく上回る。《落星雨》の遥か以前から里に伝わる御神体であるウルム＝マナダイトの影響を受け、常人離れした能力の持ち主を輩出する血統を維持してきた忍びの一族『夜吹の一族（ナイトエミット）』の現当主の息子である。当人は任務のために一切の私情を捨てる一族のやり方に嫌気が差し、距離を置いている。なお、《影星》と『夜吹の一族』は共に銀河の傘下ではあるが、別の組織である。
八津崎 匡子（やつざき きょうこ）
声 - 甲斐田裕子
綾斗たちのクラスを担当する女性教師スラリとした長身の持ち主。レヴォルフ出身という経歴を持つ元ヤンキーで釘バットを携行しており、授業をさぼる生徒にげんこつで制裁を加えることもある。
かつては《獅鷲星武祭》を制したこともある実力者で、当時の学院序列は二位、二つ名は《釘絶の魔女（マキャベラス）》。《魔女》や《魔術師》の能力を釘として封じ込め、釘を使用することで能力をコピーすることができる。複数の能力を同時に行使可能。能力の特性ゆえに対能力者の戦闘では圧倒的な優位に立つことができる。
学生時代はチーム・イルリヒトというレディースストリートギャングを立ち上げ、総長を務める。5人の創設メンバーが、そのまま《獅鷲星武祭》の優勝チームである。
不良時代に警備隊長のヘルガには度々お世話になっていたようで、頭が上がらない。
星導館で教師となったのは、チーム内の抗争でガブリエラに拉致されたところをクローディアに助けられた借りがあるためである。
サイラス・ノーマン（Silas Norman）
声 - 井口祐一
レスターの取り巻きの一人で、やせぎすの《魔術師》で物体をチェスの駒に見立てて操る力を持つ。普段は陰気な印象だが、本来の性格は自信家で高揚すると饒舌になる。
実はアルルカントと内通しており、アルルカントから提供された多数の自動人形を使って《鳳凰星武祭》に出場予定の星導館の有力選手を闇討ちしていた。ユリスを罠に嵌めたが、綾斗に阻止される。逃亡しようとしたところをクローディアに拘束され、《影星》に引き渡される。その後、銀河との取引でやむなく《影星》に入る。
ランディ・フック（Randy Hooke）
声 - こぶしのぶゆき
レスターの取り巻きの一人で、小太りの男子生徒。弓型の煌式武装を使用する。かつて一度だけ序列入りしたことがあるが、現在は序列外。
九頭鞍 鵺子（くずくら ぬえこ）
紗夜の後輩兼助手。紗夜が《王竜星武祭》用に開発した新型煌式武装を、紗夜や創一と共に開発する。
レイシエル・エクロース
ゲーム『学戦都市アスタリスクフェスタ 煌めきのステラ』に登場するゲームオリジナルキャラクター。

### アルルカント・アカデミー
エルネスタ・キューネ（Ernesta Kühne）
声 - 赤﨑千夏
《彫刻派》筆頭。落星工学の天才であり、自律式擬形体（パペット）の開発分野では最高峰の研究者でもある。一見すると表情豊かで無邪気な少女だが、本質はマッドサイエンティストで自分の目的のためなら手段を択ばない。《鳳凰星武祭》に、自律式擬形体のアルディとリムシィが代理出場する形でエントリーする。
《鳳凰星武祭》決勝では、アルディの敗北に伴い準優勝となった。
カミラ・パレート（Camilla Pareto）
声 - 田村睦心
最大派閥である《獅子派》筆頭で、リベリオの姪でもある。エルネスタと同じく落星工学の分野において突出した才を持つ。専門は煌式武装の研究開発で、煌式武装は汎用性にこそ意義があるという信念を持つ。
綾斗達よりも幾分か年上。エルネスタとは対照的な性格だが腐れ縁の仲で、共に《鳳凰星武祭》にエントリーしており、2体の自律式擬形体の武装を担当した。
創一が紗夜のためだけに開発した煌式武装が自分の信念に反するものとして嫌悪感を示したが、後に煌式武装の共同開発など諸々の理由で何故か紗夜と打ち解ける。
星導館学園とアルルカントが共同で進める新型煌式武装開発のプロジェクトの代表責任者である。
アルディ（AR-D）
声 - 羽多野渉
エルネスタが創り出した、世界初の感情を有する自律式擬形体で、正式名称は「"ABSOLUTE REFUSAL"DEFENDED TYPE」である。男性としての人格を付与されており、外見は戦闘用擬形体に類似している。
一人称は「我輩」で不遜な口調でしゃべるが、実力がある相手には敬意を払う武人のような性格である。もっとも女性型のリムシィには全く頭が上がらない。
主な武装はハンマーと防護障壁。その動力には純星煌式武装のコアであるウルム・マナダイトを使っているようで、普段はリムシィがリミッターとなりその出力を抑え込んでいる。リムシィのパーツと合体することで本来の力を解放する。
リムシィ（RM-C）
声 - 佳村はるか
アルディと同じく、エルネスタが創り出した感情を有する自律式擬形体。正式名称は「"RUINOS MIGHT" CANNON TYPE」、女性としての人格を付与されており、外見は部分的にメタリックのアーマーを装備しているものの、人間の女性と見分けがつかない程に類似している。
アルディのリミッター役で能力的には同等だが、アルディに搭載されたウルム・マナダイトの制限解除の権限を持つ他、たびたびアルディを尻に敷く。腕に砲型の煌式武装を仕込んでおり、飛行しながら射撃で戦う。射撃の精度も高く、相手の銃弾に同じ出力の光弾を直撃させて対消滅させることもできる。
レナティ（LN-T）
アルディやリムシィと同じく、エルネスタが創り出した感情を有する自律式擬形体。少女としての人格を付与されており、外見は人間の少女と見分けがつかない程に類似している。コアにウルム・マナダイトを二つ使っており、ロボス遷移方式の応用で制御している。そのため、素手でアルディの防御障壁をこじ開けるほどの力を持つ。実はレナティはエルネスタのコントロール下にないばかりか、緊急停止装置もつけられておらず、データでそのことを知ったカミラには危機感を抱かれている。
ヒルダ・ジェーン・ローランズ（Hilda Jane Rowlands）
声 - 小林ゆう
《超人派》筆頭。21歳。アルルカント・アカデミー創立以来の天才と呼ばれ、《大博士（マグナム・オーパス）》の異名を持つ。性格は残忍且つ狡猾。
「《星脈世代》は人類の進化した姿であり、中でも《魔女》や《魔術師》といった能力者はその最たるものである」という思想の持ち主。後天的に《星脈世代》を作り出し、《魔女》や《魔術師》の能力を付与するという「ハーキュリーズ計画」の総責任者でもある。オーフェリアを《魔女》にした張本人。しかし、綾斗がヒルダに制限の解除を告げた後に現れたヴァルダの助言により、成功の条件に気付く。
二度目の学園祭の最中に通信で綾斗に人体実験を再開することを告げ、その被験者は自分自身であると告げる。そして、万応素加速器による人体実験を成功させて自らが二人目の人造《魔女》となり、オーフェリアに匹敵する無尽蔵の星辰力と『力』を操る能力を手に入れる。更にスキル・インスタレーション計画の成果を応用した肉体改造をも行って、二代目《剣聖》ジルベール・プリムランの戦闘技術をも手に入れる。
そして、一切の制約に縛られずに自由に実験を行う環境を手に入れる為に《王竜星武祭》に出場する。一回戦では、ファードルハ・オニールを圧倒して勝利するだけでなく、『力』でファードルハの純星煌式武装《蛇剣オロロムント》のウルム＝マナダイトを割り砕くという離れ業を見せ、本戦のベスト16まで勝ち上がる。五回戦でオーフェリアと対戦し、一時はオーフェリアと渡り合うほどの実力を見せたが、最後は対象を強制的に星辰力切れにする毒に飲み込まれ、意識を失って敗北する。そして、いつ目覚めるかも不明な昏睡状態で治療院に運び込まれ、ヒルダの病室に侵入したヴァルダに知識を読み取られる。
ナルシス・ペロワ
《獅子派》副会長。自身の《獅子派》内部における影響力を確保して、次の《獅子派》会長の座を得ようと学園祭でのグラン・コロッセオを企画するが、星露が絡んできたことで計画が狂い始め、綾斗たちが第二フェイズまで突破したことで、目論見が潰える。直後に現れたヴァルダのネックレスがウルム＝マナダイトだと気付き指摘してしまったことで、ヴァルダの精神攻撃を受けて意識を失う。その後、記憶を改変されていることが判明する。
左近 州馬（さこん しゅうま）
声 - 飛田展男
アルルカント・アカデミーの生徒会長。高等部二年の日本人。序列外。《獅子派》所属。
一見気が弱くて卑屈にも見えるが交渉能力は高い。研究クラスの力が強いアルルカントにおいて生徒会の立場はそれほど強くないが、エルネスタらからは一定の信頼を得ているようで、〈六花園会議〉では話術を駆使して自律式機械人形の《星武祭》での選手の代理として出場することを認めさせる。
姉はアカデミーの《思想派》元総代・左近 千歳（声 - 松岡由貴）であり、作中では解説者として登場している。
フェヴローニャ・イグナトヴィチ
アルルカント・アカデミーの序列1位にして、滅多に表舞台に姿を現さない《思想派》の秘蔵っ子。常に疑問形で話す。原理の魔女（アペイロン）の二つ名を持つ魔女》であり、「物理法則の改変」の能力によって予測不可能な闘い方で相手を圧倒する。
カーティス・ライト
- 所属：アルルカント・アカデミー高等部実践クラス1年生
- 煌式武装：二又槍型の煌式遠隔誘導武装シャルウルガス
- 二つ名：双頭の鷲王（ニンギルス）

《獅鷲星武祭》閉幕後に、星露の魎山泊に参加している。高機動戦闘用にチューンナップされた煌式遠隔誘導武装シャルウルガスに乗って、急激な方向転換と急加速で空を飛ぶ戦法を得意としている。
《王竜星武祭》に出場し、本戦まで勝ち上がるが、四回戦で紗夜に敗北する。
ゴース・ケブート
- 所属：アルルカント・アカデミー（実際はアシュダハ）
- 序列：アルルカント・アカデミー21位
- 煌式武装：滅星煌式武装（ロスト・ルクス）

表向きはアルルカント・アカデミーの《黒夫人派（ソネット）》に所属する実践クラスの学生だが、実際は壊滅した二つの統合企業財体サマンダルとセヴェルクラーラの残党たちの寄せ集め「アシュダハ」のトップエース。
アシュダハからの命令の一つである《王竜星武祭》に出場する有力選手を一人でも多く潰す為に《王竜星武祭》に出場し、一回戦の開幕試合で綾斗と対戦する。試合後、同胞のルーフにもう一つの“煌星喰らい”の発動体を渡すと、もう一つの任務である〈金枝篇同盟〉の調査を行う為にルーフと共に姿を消す。
サンジーヴ・ジェイン
- 所属：アルルカント・アカデミー実践クラス
- 序列：アルルカント・アカデミー32位
- 煌式武装：新型センティマニデバイス
- 二つ名：神辣腕（アイガイオン）

アルルカント・アカデミーの《獅子派（フェロヴィアス）》に所属する実践クラスの学生。《王竜星武祭》に出場し、一回戦で梅小路冬香と対戦するが、冬香が召喚した百鬼夜行の化け物たちの群れに飲み込まれて敗退する。
ダスティン・ウィザーズ
- 所属：アルルカント・アカデミー研究クラス
- 序列：アルルカント・アカデミー2位
- 煌式武装：量産型純星煌式武装《アガーナベレア》
- 二つ名：賢彩武略（パラース・アテナ）

外伝『クインヴェールの翼』の登場人物で、《獅子派》に所属する。カミラが一線を退いた後の《獅子派》の新会長の座を狙って、自らが開発を進めている量産型純星煌式武装《アガーナベレア》を用いて、チーム・アンドロクレスのリーダーとして《獅鷲星武祭》に参加する。

### クインヴェール女学園

#### 生徒会長
シルヴィア・リューネハイム
シルヴィア・リューネハイムの項目を参照。

#### チーム・ルサールカ
クインヴェール女学園の高等部に所属しているガールズロックバンド。シルヴィアには及ばないものの、世界中にファンを持つ。前回の《獅鷲星武祭》で《星武祭》デビューを飾り、初出場ながらいきなりベスト8入りしたことで一気にブレイクする。メンバー全員が打倒シルヴィアを標榜し、世界のトップに立つことを夢見ている。今回の《獅鷲星武祭》にも参加するが、準々決勝でチーム・エンフィールドに敗退する。一つのウルム＝マナダイトを五分割した純星煌式武装《ライア＝ポロス》を各々が使用する。メンバーはアイドル活動、《星武祭》へのエントリーは芸名で行う。
ミルシェ
- 序列：クインヴェール女学園3位
- 煌式武装：ライアポロス＝カリオペア（ギター型）

ルサールカのリーダーであり、ボーカルとリードギターを務める。個人の戦闘能力ではチームトップ。積極的で明るく元気な性格でノリは軽い。深く物事を考えるのが苦手で、基本的に思いつきで行動する。方向音痴で頭はよくない。恋愛には疎い。打倒シルヴィアに燃えるが、心の底では尊敬し憧れている。破砕振動波を放つ能力を持ち剣型の光刃を展開する、ギター型の《ライアポロス＝カリオペア》を使う。
パイヴィ
- 序列：クインヴェール女学園9位
- 煌式武装：ライアポロス＝エラード（ドラム型）

ルサールカのドラム担当、無口で皮肉屋な性格。ルサールカの参謀としていろいろとアイディアを出すが、基本的に頭が悪いのでまともなものは出てこない。音圧防壁を展開する能力を持ち盾にもなる、ドラム型の《ライアポロス＝エラード》を使う。
モニカ
- 序列：クインヴェール女学園13位
- 煌式武装：ライアポロス＝メルポーネ（ベース型）

ルサールカのベース担当で、年齢はバンドメンバーの中で最年長である。とにかく自分を可愛く見せることを最優先としており、ぬいぐるみ型の携帯端末を用いる。有力学生のスキャンダルに通じている。敵対集団を阻害弱体化させる能力を持ち斧型の光刃を展開する、ベース型の《ライアポロス＝メルポーネ》を使う。
トゥーリア
- 序列：クインヴェール女学園20位
- 煌式武装：ライアポロス＝ポリムニア（ギター型）

ルサールカのリズムギター担当。自信過剰な性格で粗野粗暴ながらも、義理堅く面倒見が良い一面もある。ミルシェ同様恋愛には少々疎い。破砕振動波を放つ能力を持ちトライデント型の光刃を展開する、ギター型の《ライアポロス＝ポリムニア》を使う。
マフレナ
- 序列：序列外
- 煌式武装：ライアポロス＝タレイア（空間放射キーボード型）

ルサールカのキーボード担当。大人しく真面目な性格で、他のメンバーを諫めることが多いものの、発言力がないため抑止力にはならない。他のメンバーよりも年下で、戦闘能力でも見劣りするためバンド内での立場は低い一方、気にもかけられている。集団戦では最後衛をつとめ、陣形の乱れを的確な指示で修正する。味方全員を活性強化する能力を持ち光弾を発射できる、空間放射キーボード型の《ライアポロス＝タレイア》を使う。強化時は瞳が青く光る。

#### チーム・赫夜（かぐや）
若宮美奈兎がクロエ・フロックハートの助言を受けて勧誘を始め、結成したチーム。
若宮 美奈兎（わかみや みなと）
- 所属：クインヴェール女学園高等部
- 序列：クインヴェール女学園35位
- 煌式武装：ナックル型煌式武装→重鋼手甲型純星煌式武装《ヤルングレイプ》
- 二つ名：拳忍不抜（けんにんふばつ）

外伝『クインヴェールの翼』の主人公。チーム・赫夜の代表。ウサギの耳のようなカチューシャを身につけている。どんな時でも前向きな性格で、宇宙飛行士だった亡き父の夢でもあった「月へ行く」という願い叶えるべくアスタリスクに来た。
かつて使用していた煌式武装はナックル型で、《玄空流》という武術を使う典型的な近接戦タイプ。高い瞬発力や回復速度を持つ反面、遠距離攻撃への対処や防御技術に難があり、加えて星辰力が極端に少ないという弱点を持つ。また、星辰力が切れた際には自らの生命を削る形で一時的に星辰力を急回復させて窮地を脱する体質を持つ。
クロエ・フロックハート
- 所属：クインヴェール女学園高等部

外伝『クインヴェールの翼』の主要人物の1人である物静かな女子生徒。序列外。
食堂でヴァイオレットに因縁をつけられたところを美奈兎に助けられたのがきっかけで助言を行うようになり、美奈兎の仲間探しにも協力していく事になる。
実は統合企業財体に能力を知られていない《魔女》であり、ペトラの指示でクインヴェールに生徒として潜入している。能力は精神感応系のテレパシーだが、その本質は《伝達》にある。自分に向けられた思考がある程度読めるため、単純な相手であればその攻撃に対処できる。応用力が高く、その第一段階は複数の思考の中継と伝達ができる。第二段階では感覚と経験まで伝達可能であり、他者の技術を模倣させることができる。ただし、第二段階は信頼した仲間同士でなければ効果が発揮されない。以前は大手PMCであるHRMSに所属していた孤児で、ロヴェリカたちとチームを組んでいた。現在の名前もクインヴェールから与えられたもので、当時の名前はミネルヴィーユ。
蓮城寺 柚陽（れんじょうじ ゆずひ）
- 所属：クインヴェール女学園高等部

16歳。おっとりと優しく、基本的にややのんびりしたマイペースな性格。《天霧辰明流》の分家筋にあたる八束道場の門下生で、綾斗とも2、3度会ったことがある。天霧辰明流弓術奥伝の修得者であり、その腕前は宗家である綾斗の父とほぼ互角に近いが、極意である《心形一箭（しんぎょういっせん）》の境地に辿り着く糸口を探してアスタリスクへとやってくる。高い弓の技術に反して基本的には運動音痴であり、近接戦闘は苦手。元々《星武祭》に興味はなかったが、美奈兎に勧誘され手合せの末に美奈兎のチームに入ることを承諾する。
識（しき）
ソフィア・フェアクロフ
- 所属：クインヴェール女学園高等部
- 序列：元・クインヴェール女学園8位

アーネストの妹。チーム・赫夜の中では最年長。高貴な家柄のためか、やや近寄りがたい雰囲気を放つが、本質は天然。後輩からは意外にかわいらしいと評される。
ペトラにスカウトされてクインヴェールに入学した。アスタリスクに来た目的は、《星武祭》で優勝し、兄アーネストを家の呪縛から解き放つことである。純粋な剣技なら兄以上だが、幼少期に起きた事故の後遺症でトラウマを抱いており、人を傷つけることが出来ないという弱点を持つ。そのため、過去に出場した二度の《王竜星武祭》はいずれも予選敗退、学内序列戦でも敗北し序列外になる。
《星武祭》出場可能回数があと1回という状況で美奈兎の勧誘を受け、一度は断るも、その剣技を称賛されたことからチーム入りを承諾する。
ニーナ・アッヘンヴァル
- 所属：クインヴェール女学園高等部
- 序列：クインヴェール女学園47位
- 煌式武装：トランプ型（名称不明）
- 二つ名：戦札の魔女（ベルム・アルカナ）

アスタリスクには、両親の為のお金を目的としてやって来る。
煌式武装はトランプの4つのスートを模しており、スペードが近距離攻撃、ハートは遠距離攻撃、ダイヤが防御、クラブを補助として発動し、数字で威力が変化する。オールマイティーだが極めて癖が強い能力である。また、一度使用したスートと数字の組み合わせは約24時間再使用することができない。
《鳳凰星武祭》のタッグパートナーだったサンドラに愛想を尽かされたことがトラウマになっており、模擬戦でサンドラのチームに勝つことを条件に美奈兎のチームに加わることを承諾する。そして、チーム・メルヴェイユに勝利した後でサンドラとのトラウマを完全に払拭し、以降は美奈兎たちと親密になる。

#### チーム・メルヴェイユ
ヴァイオレット・ワインバーグ
声 - 田村ゆかり
- 所属：クインヴェール女学園高等部
- 序列：元・クインヴェール女学園35位
- 二つ名：崩弾の魔女（オーヴァリーゼル）

綾斗の大ファンで綾斗を様付けで呼んでいる。
傲慢で高飛車な性格で、能力で精製した砲弾を放つ遠距離戦を得意としているが、接近戦は苦手。しかし《獅鷲星武祭》閉幕後、星露の魎山泊に参加したことで近接戦闘能力が大幅に向上する。また、戦術を立てることが得意で、戦闘中に臨機応変に立ち回ることが可能。なお、魎山泊での序列は、レスターと同じく一番上の甲武である。
アニメオリジナルエピソードにも登場し、《鳳凰星武祭》の前にアルゴルドームの屋内プールでぶつかった綺凛との間で起こったトラブルに端を発し紗夜と決闘を行うが、彼女を序列外と侮った結果、一撃で倒される。
サンドラ・セギュール
- 所属：クインヴェール女学園高等部
- 序列：クインヴェール女学園7位
- 煌式武装：グレールネーフ
- 二つ名：水龍（ガルグイユ）

チーム・メルヴェイユのリーダー。
後衛メインの指揮官タイプだが、単独で序列入りしていた実力者。元々の序列は二十位程度だったが、《グレールネーフ》に選ばれたことで一気に序列七位に昇格する。
《鳳凰星武祭》出場時には、まだ《グレールネーフ》を手にしていなかった。《獅鷲星武祭》出場を次の目標とするが、《鳳凰星武祭》での敗退によって今までタッグパートナーとしてきたニーナを不要と切り捨てる。打倒ルサールカを宣言している。
チーム・赫夜に敗北して以降は、チームメイトにも素の顔を出すようになるなど心境の変化が起こっている。
パドマ・セティ、スバシニ・セティ、ディヴィカ・セティ
- 所属：クインヴェール女学園高等部
- 序列：順にクインヴェール女学園12位、17位、22位

序列チーム・メルヴェイユのメンバーである三姉妹。3人とも『在名祭祀書』入りしている。三姉妹で隙のない巧みな連携攻撃を行う。

#### その他の関係者
ネイトネフェル
- 所属：クインヴェール女学園大学部
- 序列：クインヴェール女学園2位
- 二つ名：《舞神（ハトール）》

外伝『クインヴェールの翼』の登場人物で、直截な性格をしている。踊りの名手であり、格闘戦ではシルヴィアを上回るかもしれないとクロエは評している。徹底したメディア嫌いで、知名度はシルヴィアやルサールカに遠く及ばない。一切の詮索をしないことを条件としてペトラにスカウトされる。前々回の《王竜星武祭》ではオーフェリアに敗れ、リベンジを誓っている。
外伝小説版2巻で初登場し、沖縄でのシークレットライブを終えたクロエの前に現れて、歌手としての成長を褒めた。また、シルヴィアには素っ気なく接している。
チェルシー
美奈兎の親友で、寮でのルームメイト。 《星武祭》優勝は既に諦めており、喫茶店カフェ・マコンドでのアルバイトの傍ら、アイドル活動をしている。
ペトラ・キヴィレフト
クインヴェール女学園理事長。クインヴェールOGで元トップアイドル。長身の女性でバイザー型のサングラスを着用しており、表情は読み取りづらい。かつて《星武祭》で活躍した《魔女》であり、W&Wの幹部。シルヴィアやルサールカのプロデューサーであり、クロエの上役でもある。冷酷で計算高いと同時に、同時に学園の生徒たちを愛しており、その乖離を他者を一切信頼しないことにより埋め合わせている。問題を起こした学生は直ちに呼び出し説教をするなど、厳しい理事長というイメージを持たれているが、実力に見合った成果を出せばちゃんと労ってくれる。

### レヴォルフ黒学院

#### 学院関係者
イレーネ・ウルサイス（Irene Urzaiz）
声 - 内山夕実
- 所属：レヴォルフ黒学院高等部2年
- 序列：レヴォルフ黒学院3位→18位
- 煌式武装：覇潰の血鎌（グラヴィシーズ）（現在はオーフェリアが使用）→なし
- 二つ名：吸血暴姫（ラミレクシア）

ディルクに妹・プリシラを救われた際の借りを返すために、彼の命令に従っている。性格はがさつで粗暴だが、根は優しく、妹のことをなによりも大切に思っている。また、曲がったことは嫌いで、敵であっても借りを作れば恩は返す。
幼いころに特待献身生として売られそうになったプリシラをディルクが金で買い戻して救ったことから、黒猫機関がプリシラを警護することを条件に彼に従っている。ディルクの命令で《黒炉の魔剣》の使い手である綾斗を潰すことを目的に《鳳凰星武祭》に出場する。
重力制御の能力を持つ純星煌式武装《覇潰の血鎌（グラヴィシーズ）》の使い手。体系的な格闘術は学んでいないが、天性の身体能力とセンスから体術にも優れる。《覇潰の血鎌》の代償は使用者の血で、通常の使用ではすぐに血が枯渇してしまうため、再生能力者の妹から血を吸うことで克服している。
《覇潰の血鎌》は綾斗に破壊されたことにより、現在は失っている。悪態をつきながらも、代償によって取り返しのつかないことになる前に破壊してくれたことには感謝している。《鳳凰星武祭》後は、序列18位まで転落する。
プリシラ・ウルサイス（Priscilla Urzaiz）
声 - 長妻樹里
- 所属：レヴォルフ黒学院高等部1年→2年→3年
- 武装：棍

イレーネの妹で非常に珍しい再生能力者（リジェネレイティブ）。《鳳凰星武祭》に、イレーネとタッグで出場する。戦闘そのものには関与しないが、能力を生かしてイレーネへ血液供給を行う。性格は明るく真面目で、優しく芯の強いしっかり者。恋愛関連の話題には、顔を真っ赤にしてうろたえるほどの純粋さを持っている。姉の身の回りの世話を全て担っており、特に料理のスキルが高い。他所で揉め事を起こす姉を、毅然とした態度で諌めることもしばしば。
過去にアルルカントに特待献身生として売られそうになったところを、ディルクに金で買い取られた。イレーネは、その時のディルクへの借金を返済するために動いている。
《鳳凰星武祭》後は姉に守られてばかりではいられないと、体を鍛え始める。
ディルク・エーベルヴァイン（Dirk Eberwein）
声 - 杉田智和
- 所属：レヴォルフ黒学院高等部
- 二つ名：悪辣の王（タイラント）

レヴォルフ黒学院の生徒会長だが、《星脈世代》ではない。序列に入っていないが謀略に長け《悪辣の王（タイラント）》の二つ名を付けられるほどに嫌われ、憎まれている。能力でしか人を評価しないことで有名で、能力があればどんな人間でも利用する。策謀は決して巧みではなく、真に厄介なのは自分が勝つのではなく、相手が負けるように仕向ける事で相対的に利益を得るスタンスにある。
金枝篇同盟のメンバーで、マディアスやヴァルダと共に何らかの計画を進めているが、本人は「金枝篇同盟」という名前を嫌っている。《研究所》とだけ呼ばれる謎の施設の出身で、パーシヴァルとも面識があり、彼女から「D」と呼ばれている。《獅鷲星武祭》決勝戦終了直後にパーシヴァルと十年ぶりに再会し、ある提案を持ちかける。
樫丸 ころな（かしまる ころな）
声 - 豊田萌絵
- 所属：レヴォルフ黒学院高等部

生徒会長秘書。序列外。《星脈世代》だが戦闘能力は皆無で、書類の手違いでレヴォルフへ入学することになり途方にくれていたところをディルクに拾われる。本人に自覚はないものの、実は極めて特異な能力を持った《魔女》だが、限定的な条件下でのみ発現する能力であるため、検査もすり抜け国家登録もされていない。そのため他学園からは、なぜディルクが彼女を登用しているのかを疑問視されている。
その能力は絶対に外れる予知である。占う時刻が夕方であること、占う内容をころな自身が決めること、一日に一回しか発動できないという三つの条件がある。ディルクはこれによって進行中の計画が思うように進まないことを知ると、すぐさま次の手を打つ事ができる。
オーフェリア・ランドルーフェン（Ophelia Landlufen）
声 - 坂本真綾
- 所属：レヴォルフ黒学院高等部
- 序列：レヴォルフ黒学院1位
- 煌式武装：覇潰の血鎌（グラヴィシーズ）
- 二つ名：孤毒の魔女（エレンシュキーガル）

17歳。史上最強とも言われている《魔女》。前々回と前回の《王竜星武祭》を制覇している。ほぼ無尽蔵の《星辰力》を持つ反面、相手の《星辰力》を奪う瘴気を操る能力の制御ができず、常に周囲へ毒素をまき散らしている。
かつてリーゼルタニアの孤児院で育ち、当時は虫も殺せないような優しい性格でユリスとは親友だった。ユリスの持つハンカチには、オーフェリアの刺繍が入っている。命に触れている実感ができることから、植物の世話をするのが好きだった。ユリスが能力使用時にイメージする花も、彼女に教わったものである。孤児院の借金の肩代わりとして、フラウエンロープ系列の研究所に引き取られた。その後、ヒルダによって人体実験の被験体とされた結果、後天的に《星脈世代》、それも《魔女》となる。その際、能力の暴走により研究所は壊滅、オーフェリアも瀕死の状態だったがソルネージュの特殊部隊によって保護される。
以降はディルクに買い取られて、レヴォルフに所属する。同時に運命論者となり、本編開始の1年前にアスタリスクでユリスと再会し、肉体への負担を抑える為に力を使うのを止めるよう忠告する彼女の言葉に耳を貸さず、決闘を挑まれ圧倒的な力で完勝する。
《鳳凰星武祭》終了後、ディルクの命で《覇潰の血鎌》を持つことになったため、《獅鷲星武祭》決勝戦直前にレヴォルフでイレーネと接触し、決勝戦後にイレーネから《覇潰の血鎌》についての詳細を聞き、その後で手に入れた《覇潰の血鎌》を毒で屈服させる。
そして《王竜星武祭》の優勝候補の大本命として出場し、本戦のベスト16まで勝ち上がる。5回戦でヒルダと対戦し、当初は互角に近い戦いを演じていたが、《覇潰の血鎌》の出力に自身の能力を上乗せさせてヒルダに対象を強制的に星辰力切れにする毒を喰らわせて失神させ、勝利する。そして五回戦全ての試合が終了した後、〈金枝篇同盟〉の会合に初めて出席し、ユリスの運命の強さを試す為に、半年前にユリスに『計画』における自身の担当する部分について話したことをマディアスたちに明かす。
ロドルフォ・ゾッポ
- 所属：レヴォルフ黒学院大学部2年
- 序列：レヴォルフ黒学院2位
- 二つ名：砕星の魔術師（バサドーネ）

歓楽街を根城にしているマフィアの中でも最大規模の組織《オモ・ネロ》の頭目であり、学内にも多数の配下がいる。ディルクとは上手く距離をとっている。「楽しくやろうぜ」を決まり文句とする。射程は短いものの、《星脈世代》を相手にする限りほとんど無敵の能力を持つ。過去に一度だけオーフェリアに挑み敗れているが、その時は能力の間合いに入れなかった。実は《研究所》の出身で、当時は「R」と呼ばれていた。
モーリッツ・ネスラー（Moritz Nessler）
声 - 加藤将之
- 序列：レヴォルフ黒学院12位
- 二つ名：螺旋の魔術師（セプテントリオ）

数十人の舎弟がいる。丁寧な口調で制服をしっかりと着こなしているが、目つきは異様に鋭い。能力により両腕に錐状に纏わせた暴風を回転させて攻撃を行う。破壊力だけならレヴォルフでもトップクラス。
ゲルト・シーレ（Gerd Schiele）
声 - 松田健一郎
モーリッツの舎弟の一人。モーリッツからは無口なところを気に入られており、共に二回の《鳳凰星武祭》に出場する。
高い射撃能力を持ち、アサルトライフル型の煌式武装を用いて闘う。
ヴェルナー（Wernher）
声 - 浅沼晋太郎
- 所属：レヴォルフ黒学院大学部

「黒猫機関」の一員で、「金目の七番」の符丁で呼ばれる。影を操る《魔術師》。
狩猟魁（ハッケルベルク）
- 所属：レヴォルフ黒学院
- 序列：レヴォルフ黒学院6位
- 二つ名：狩猟魁（ハッケルベルク）

外伝『クインヴェールの翼』の登場人物。再開発エリアの一部を根城にする、レヴォルフ現役学生の構成員100名弱の中堅マフィア「ワイルドハント」のリーダーで、本名は不明。
荒屋敷 兵吾（あらやしき ひょうご）
- 所属：レヴォルフ黒学院
- 序列：元・レヴォルフ黒学院1位
- 二つ名：無頼漢

歓楽街でも有名な喧嘩屋で、オーフェリアと並んでレヴォルフの三強と称される。個人主義者が多いがほとんどが何らかの勢力に属している学生たちの中で、珍しい完全な一匹狼。オーフェリア入学以前に当時の序列一位を一撃で倒し、一時は序列一位に立ったが、即座に返上する。女性に対して一切手を上げないという信念を貫いている。
コンスタンツェ・カッシラー
- 所属：レヴォルフ黒学院高等部
- 序列：レヴォルフ黒学院5位
- 二つ名：反鏡の魔女（バト・ホル）

入学早々《冒頭の十二人》に躍り出てその地位を維持しているルーキー。《魔女》であるが身体能力や戦闘技術も一流で各学園トップクラスとも遜色がない。相手の力をコピーする能力をもち、身体能力から《魔術師》や《魔女》の能力、純星煌式武装の力まで再現できる。消耗する星辰力はコピーした能力に左右されることがない反面、自身の脅威になるものしかコピーできない。
打倒オーフェリアを公言していた。
ロスヴィータ・ディーツェ
- 所属：レヴォルフ黒学院
- 序列：レヴォルフ黒学院9位
- 煌式武装：ハンマー型純星煌式武装《砂嵐の戦鎚（タイフォン・アンク）》
- 二つ名：《沙竜（アンフィスバエナ）》

気が短い少女。《王竜星武祭》に出場するが、一回戦で対戦した黒騎士という名前と、彼のやる気のなさに怒って《砂嵐の戦鎚》で砂による攻撃を行う。
ボニファーツ・プライセ
- 所属：レヴォルフ黒学院
- 序列：レヴォルフ黒学院10位
- 二つ名：《叫炎の魔術師（ウォルカヌス）》

赤毛を逆立てた青年で、炎を操る《魔術師》。

#### チーム・ヘリオン
レヴォルフ系列の大手PMCであるHRMSから、ディルクの要請により《獅鷲星武祭》に出場させる為に招聘された傭兵生チームで、クロエの元同僚たちでもある。創設者のリベリオに心酔している。
ネヴィルワーズ
チーム・ヘリオンのリーダー。メデュローネよりも更に年上。比較的常識的な発言で他のメンバーを諌めるが、行動は一番過激である。
《魔術師》であり、能力は三十メートルほどもある巨大な岩を出現させ、一帯全てを押しつぶすことができる。
ロヴェリカ
チーム・ヘリオンのメンバーで、綾斗たちとは同世代。禍々しい形状の大剣型の純星煌式武装《虚渇の邪剣（ベルシェ＝ヴェルン）》の使い手。代償により常に飢餓感に苛まれており、一時的に和らげるため胃の中で膨張する特殊な錠剤を服用している。アスタリスクに来て、クロエと再会したことで苛立ちを隠せずにいた。
少しでも自分に文句がある相手には容赦なく危害を加え、無防備であっても躊躇なく純星煌式武装を振り下ろす。
メデュローネ
チーム・ヘリオンのメンバー。眼鏡をかけた女性でロヴェリカよりやや年上。口調は丁寧で、暴走しがちなロヴェリカに苦言を呈する。
テオルディオ
チーム・ヘリオンの男性メンバー。かなりの女好きで、レヴォルフに来た際には女生徒を口説いている。
砕（すい）
チーム・ヘリオンの男性メンバー。人前に姿を晒すことを嫌い、通常は「隠身の術」で姿を隠している。

### 界龍第七学院

#### 生徒会長
范星露（ファン・シンルー、Fan Xinglou）
声 - 南央美
- 所属：界龍第七学院初等部
- 序列：界龍第七学院1位
- 二つ名：万有天羅

生徒会長。9歳。アスタリスクの中でも高い戦闘力を持ち、他校の序列一位からも別格扱いされる。三代目の《万有天羅》で、六歳の頃に武暁彗を連れてアスタリスクを訪れ、「黄辰殿」の扉を開けたことで、その称号を継承する。見た目とは裏腹に年寄りのような話し方をし、それでいて性格は奔放でとらえどころがない。
本質は戦闘狂で、常に強者との戦いを望んでいる。見どころある人物は自分で育てたくなる性分で、弟子をとっている。その指導力は秀逸で門弟五十人全員が在名祭祀書に載り、その内十一人が《冒頭の十二人》に名を連ねる程である。また、綾斗やアレマなど、弟子以外でも気に入った者のことは目に掛けている。チーム・赫夜との交流を経て歪な才の持ち主の育成に関心を持ち、私塾・魎山泊（りょうざんぱく）を開く。その際、自らの位相を変えて同時に存在することで全員に鍛錬を行っている。
門下生は武術を得意とする木派と星仙術を得意とする水派に分かれており、互いに仲はあまり良くない。
外伝『クインヴェールの翼』にも登場しており、単身で茶葉を買いに来た際に美奈兎たちと知り合い、それが縁で《獅鷲星武祭》まで鍛え上げた。
汪小苑（ワン・シャオエン、Wang Xiaoyuan）
かつて貧民街で行き倒れていた武暁彗を拾った謎多き女性。黄山に庵があり、暁彗に様々な知識を与えつつ武術と星仙術を教えた。その数年後、新しい肉体に移る為に暁彗に別れを告げて去り、六年後に范星露の肉体を得て暁彗の前に現れる。
アスタリスクで初のグランドスラムを成し遂げた二代目《万有天羅》であり、若き日のマディアスにちょっかいをかけていた。

#### チーム・黄龍（ファンロン）
武暁彗（ウー・シャオフェイ、Wu Xiaohui）
- 所属：界龍第七学院高等部
- 序列：界龍第七学院2位
- 武装：棍
- 二つ名：覇軍星君

星露が界龍に来る前から育てていた一番弟子。極めて無口であまり感情を表に出さないが、真面目な性格のため星露には振り回されている。今の界龍において、星露の鍛錬相手を務めることができる唯一の人間。幼少期に両親に褒められる程の茶を淹れる腕前があり、星露にも頻繁に茶を淹れている。しかし、師父の期待に応えようとする想いしかない為に、星露からは「最高の失敗作」と評されている。
幼少期に裕福だった一族が没落の末に離散し、一緒だった母も貧民街を転々とした末に死亡し、行き倒れていたところを暁彗の資質を見抜いた汪小苑に拾われる。そして、小苑の庵がある黄山で師父となった小苑からの指導で武術と星仙術の修行の日々を送り、小苑も目を見張る程の上達を見せ、数年後に新たな肉体に移るという小苑と別れて、黄山でただ一人で修行を続ける。そして六年後、庵に現れた星露を新たな肉体に移った師父だと一目で見抜き、星露と共にアスタリスクへ向かう。
チーム・黄龍（ファンロン）のリーダーとして《獅鷲星武祭》に、初の《星武祭》出場をする。黄龍とは、《万有天羅》が界龍の代表たると認めない限り使用できないチーム名である。準決勝で敗北した際には初めて感情を表に出し、試合場に現れた星露に「ぬしは人形である前に人であれ」と諭される。
《獅鷲星武祭》後に、自分の武を見つけ鍛え直すと共に己を変える為に休学し、武者修行の旅に出た先で星露の古い知己と出会い、そこでの修業に励んだ。
翁と呼ぶ老錬星術師の下で星辰力を効果的に変性させる錬星術（アルナジュミア）を会得する。
セシリー・ウォン（Cecily Wong）
- 所属：界龍第七学院高等部
- 序列：界龍第七学院4位
- 二つ名：雷戟千花

水派を統括する道士にして星露の二番弟子。元々は武術を得意としており、星仙術には興味がなかったが、星露がその才能を見出し開花させる。雷撃を様々な武器に模して扱う。威勢のいい姉御肌だが、大雑把な性格でもある。序列三位の冬香とは一度決闘して以来、親友の間柄である。虎峰は弟のように思っており、体を密着させて恥ずかしがる様子を楽しんでいる。星露からは仲睦まじいとからかわれるが、気にしている様子はない。
前回の《鳳凰星武祭》では虎峰とのタッグで準優勝を成し遂げる。
趙虎峰（ジャオ・フーフォン、Zhao Hufeng）
声 - 木村珠莉
- 所属：界龍第七学院高等部
- 序列：界龍第七学院5位
- 煌式武装：通天足
- 二つ名：天苛武葬

木派を統括者で、星露の三番弟子。星仙術の才能がないため、水派の道士に対してはややコンプレックスがある。《通天足》は、空を翔るように走ることが可能な鋼靴型の純星煌式武装である。
生真面目な性格で、星露の奔放さに一番振り回されている。以前からセシリーには頭が上がらない。シルヴィアの熱烈なファンで、ライブにも行っている。
前回の《鳳凰星武祭》では、セシリーとのタッグで準優勝を果たしている。
戦闘スタイルは星辰力を活かした体術で、スピードでは綾斗が見た誰よりも速い。
黎沈雲（リー・シェンユン、Li Shen'yun）、黎沈華（リー・シェンファ、Li Shenhua）
声 - 松田颯水（沈雲）、松田利冴（沈華）
- 所属：界龍第七学院高等部
- 序列：界龍第七学院9位（沈雲）、10位（沈華）
- 煌式武装：紙札型（名称不明）
- 二つ名：幻映創起（沈雲）、幻映霧散（沈華）

双子の兄妹。二人とも星仙術を扱う道士で、星露の門下生だけあって実力はあるものの、揃って傲岸不遜な性格をしている。自分たちに有利な状況を構築したうえで徹底的に相手の弱点を突き、一方的にいたぶる戦法をとる。黎沈華は後に大会で瞬殺され死亡する。

#### その他の学院関係者
梅小路 冬香（うめのこうじ ふゆか）
- 所属：界龍第七学院高等部
- 序列：界龍第七学院3位
- 二つ名：神呪の魔女

セシリーの友人。梅小路家は、日本において夜吹の一族以外で《落星雨》以前からの特異な血統を維持する唯一の一族である。星仙術に似た独自の技術体系を千年以上受け継いでおり、本来は門外不出である。《万有天羅》の門下を自称するが正式には客分で、星露からも極力干渉しないよう通達が出ており、黄辰殿の奥で日々術の研究に勤しんでいる。失われていた梅小路の秘術を星露の導きによって復活させる。柔術のような投げ技を主体とした独特の体術を使う。
宋然（ソン・ラン、Song Ran）
声 - 徳本英一郎
- 所属：界龍第七学院高等部・界進士
- 序列：界龍第七学院20位

羅坤展（ルオ・クンザン、Luo Kunzhan）
声 - 最上嗣生
- 所属：界龍第七学院大学部・界生員
- 序列：界龍第七学院23位

《鳳凰星武祭》に宋とのコンビで出場し、五回戦で綾斗たちと対戦する。木派に属しており、綾斗達が次戦で当たる黎兄妹のことを良く思っていないため、試合後に試合を通して好感を抱いた二人を激励する。
アレマ・セイヤーン
- 所属：界龍第七学院高等部
- 序列：元・界龍第七学院1位
- 二つ名：醒天大聖

界龍の諜報工作機関龍生九子の第七府、特務機関《睚眦》の工作員。
喉元の呪符により声が封じられており、空間ウインドウの文字によって筆談を行う。星露のお気に入りであり、彼女が欠席した公式行事では代理を務めることが多い。星露に負けず劣らずの戦闘狂。
星露が現れる前は序列一位だった。敗れた後、星露に門下に誘われたが拒否する。才を惜しんだ星露が手元に置くために《睚眦》の一員とし、その代わりに自由に星露に決闘を挑む権利を与えられる。
子墨（ジーモ、Zi Mo）
- 所属：界龍第七学院
- 序列：界龍第七学院25位
- 煌式武装：拳銃型の煌式武装

生真面目そうな顔付きに、バンダナのような布で髪を覆っている青年。《江湖幇》という歓楽街のマフィアに所属する弟を、ロドルフォに倒されたことで彼を恨んでいる。

### 聖ガラードワース学園

#### チーム・ランスロット
アーネスト・フェアクロフ（Ernest Fairclough）
声 - 櫻井孝宏
- 所属：聖ガラードワース学園大学部
- 序列：元・聖ガラードワース学園1位
- 煌式武装：聖剣《白濾の魔剣（レイ＝グレムス）》（現在はエリオットが使用）、バスタードソード型煌式武装
- 二つ名：聖騎士（ペンドラゴン）

前生徒会長。『四色の魔剣』の一振りである《聖剣》こと《白濾の魔剣》は、任意の対象のみを切断することができる純星煌式武装である。一対一を前提とした決闘剣術から発展したガラードワース流の剣術の使い手で、アスタリスク最高の剣士。前々回と前回の《獅鷲星武祭》を制覇したチーム・ランスロットのリーダー。入学後すぐに序列一位となり《白濾の魔剣》を使いこなし《獅鷲星武祭》を制覇している。在籍期間中、ガラードワースを総合一位に導いた。すでに《星武祭》ファンの間では五代目《剣聖》として浸透しつつある。
いつも笑みを絶やさない青年だが、どこか腹黒さも漂わせる。妹のソフィアがおり、クインヴェール女学園に在学している。
《鳳凰星武祭》で綾斗が戦う様子を見て、自分と同じく内なる鬼気を制御できる者だと見抜き、彼に興味を抱く。
レティシア・ブランシャール（Laetitia Blanchard）
声 - 大西沙織
- 所属：聖ガラードワース学園高等部
- 序列：聖ガラードワース学園2位
- 二つ名：光翼の魔女（グロリアーラ）、聖女

生徒会副会長。天戒翼（エイル・ド・アンジュ）という巨大な光の翼を操る。
プライドが高く上品な立ち振る舞いだがやや粘着質で、幼馴染のクローディアの事になるとムキになる。前回の《獅鷲星武祭》では、チームとしては勝利したものの、自身がクローディアに校章を破壊された事を根に持っている。ユリスとも旧知の仲である。幼いころにフェアクロフ兄妹と出会い感化され、剣技や口調が変化する。
パーシヴァル・ガードナー（Perceval Gardner）
- 所属：聖ガラードワース学園高等部
- 序列：元・聖ガラードワース学園5位
- 煌式武装：聖杯《贖罪の錐角（ゴート・アマルティア）》
- 二つ名：優騎士（アグレスティア）

生徒会書記である男装の麗人。贖罪の錐角（ゴート・アマルティア）の二十年ぶりとなる使い手。警告時、即座に短銃型煌式武装で発砲する短絡さがあり、レティシアからは良く思われていない一方、アーネストは大目に見ている。高い観察眼を持ち、学園祭で変装中の綾斗とシルヴィアを遠目に目撃し、正体を見破っている。《研究所》の出身で、ディルクとも面識があり、ロドルフォからは「P」と呼ばれている。
《贖罪の錐角》は巨大な杯を横に倒した形状をしており、一切の物理的破壊力を持たない代わりに、相手の意識だけを吹き飛ばすことが可能な光を放出する『抜魂』の能力を持つ。
ライオネル・カーシュ（Lionel Karsh）
- 所属：聖ガラードワース学園高等部
- 煌式武装：パルチザン型煌式武装（名称不明）
- 二つ名：王槍（ロンゴミアンド）

生徒会会計。チーム・ランスロットのメンバー。
謹厳実直な性格で、豪快な闘い方をするが細やかさも併せ持っている。しばしばケヴィンの軽薄さを批判しケンカになるが、パーシヴァルに止められることが多い。
ケヴィン・ホルスト（Kevin Holst）
- 所属：聖ガラードワース学園高等部
- 二つ名：黒盾（ガレス）

生徒会副会長。チーム・ランスロットのメンバー。
ガラードワースの正騎士としてはかなり珍しくやや軽薄な性格で、学園内外で浮名を流している。

#### チーム・トリスタン
エリオット・フォースター（Elliot Forster）
声 - 高橋李依
- 所属：聖ガラードワース学園中等部→高等部
- 序列：聖ガラードワース学園12位→6位→1位
- 煌式武装：聖剣・白濾の魔剣（レイ＝グレムス）
- 二つ名：輝剣（クラウ・ソラス）

統合企業財体・E=Pを創設したフォースター一族の嫡男。エリオットの名を与えられたことから、卒業後のE=P入りは確実で《星脈世代》初の最高経営幹部の可能性もあると見られている。ノエルとは家同士の付き合いからの幼馴染である。若いながら剣技は一流でまだまだ発展途上。《鳳凰星武祭》から《獅鷲星武祭》の間にも大きな成長を遂げる。
ドロテオとのタッグで《鳳凰星武祭》に出場し、準決勝で綾斗たちに敗北。このとき綾斗に「剣が軽い」と言われたことを根に持っており、重い剣などまっぴらだとさらに軽くし速さに磨きをかけている。
《獅鷲星武祭》後にアーネストから《白濾の魔剣》と序列一位と生徒会長を受け継いだが、アーネストの輝かしい実績に比べて自分の実績が見劣りしていることに苦悩している。
ノエル・メスメル（Noelle Messmer）
- 所属：聖ガラードワース学園高等部
- 序列：聖ガラードワース学園7位
- 二つ名：聖茨の魔女（ペルセフォーレ）

チーム・トリスタンのメンバー。
生徒会役員。エリオットの幼馴染であり、彼をたまに「お兄ちゃん」と呼んでしまうほど慕っている。茨の触手を広範囲に展開する能力を持つ。領域型と呼ばれる稀少な能力で、展開までに時間はかかるものの、その効果範囲をほぼ完全に支配下に置くことが可能。
《獅鷲星武祭》閉幕後、星露の魎山泊に参加し成長。生徒会長となったエリオットの実績を作ることで恩返しをするために、《王竜星武祭》に出場することを決意する。なお魎山泊での序列は、上から二番目の乙武である。

#### その他の生徒
ドロテオ・レムス（Doroteo Lemus）
声 - 滝知史
- 所属：聖ガラードワース学園高等部
- 序列：聖ガラードワース学園11位
- 二つ名：鎧装の魔術師（ブライトウェン）

高い防御力を持つ鎧を生み出す能力を持つ。
黒騎士（くろきし）
- 所属：聖ガラードワース学園高等部

《王竜星武祭》に出場した謎の生徒。「黒騎士」は登録名であり、本名は不明。
その正体は、ガラードワースが密かに育てていた《魔術師》で、黒い泥を鎧状に変形し、防御する「無敵」という能力を持つ。多重人格者で、12もの人格を持っており、その全員が《魔術師》の素質を持っている。
ジャクリーン・ヘインズリー（Jacqueline Hainsley）
- 所属：聖ガラードワース学園

外伝『クインヴェールの翼』の登場人物で、序列入りしている女性たちで構成されたチーム・グリフレットのリーダーを務めた。

### その他の重要人物
天霧 遥（あまぎり はるか）
声 - 中原麻衣
- 煌式武装：《黒炉の魔剣》（現在は綾斗が使用している）、ブレード型煌式武装

綾斗の異父姉。幼くして母親の桜を亡くした綾斗にとっては、母親代わりであった。非凡な才能を持ち、天霧辰明流の技術体系を全て修めている。天霧辰明流道場を継ぐことがほぼ確定していたが、五年前に失踪。万物を戒める禁獄の力を持つ《魔女》。実父はマディアス・メサ。
本編開始の五年前、実父を名乗る《処刑刀》（マディアス）からの連絡で《落星雨》を再度引き起こす計画に誘われる。これを断ろうとしたが、綾斗を盾にされたためと計画を阻止できるのが自分しかいないと考え、同行を選ぶ。同行に際して学籍を用意したのはマディアスであり、《黒炉の魔剣》も与えられる。この時、綾斗を守るために自分の後を追えないように、禁獄の力で三段階の封印を施す。解除が段階的であった理由は、綾斗が《処刑刀》と対峙するために最低限クリアしてほしい条件を鍵としたからである。その後、計画実行直前に海上プラットフォームに乗り込み、月に行くためのロケットを《黒炉の魔剣》でプラットフォームごと破壊し、計画の中心的存在であったエクナートを倒すも、力を使い果たし捕まる。そして、計画への参加をかけて《処刑刀》と《蝕武祭》で闘ったが敗北、以降は行方不明となっていたが、綾斗の《鳳凰星武祭》優勝の願いにより、アスタリスクの治療院にて自らの能力によって仮死状態に近い状態で発見される。《獅鷲星武祭》後に、綾斗の優勝の願いを受けたヒルダによって目覚めさせられる。その前にヴァルダによって記憶改変を受けていたが、綾斗から借りた《黒炉の魔剣》を使って、その力のみを焼き切る。そして、自身が知る限りの情報を綾斗たちとシルヴィア、ヘルガとイザベラに話し、《処刑刀》に借りを返すために《星猟警備隊》への入隊を志願する。しかし、《処刑刀》に敗れた際に体内に《赤霞の魔剣》の破片を残されていたために命を握られており、二度目の学園祭の最中に脅迫を受けた綾斗が《王竜星武祭》に出場させられることになってしまう。そして、《王竜星武祭》を勝ち抜くため、そして《処刑刀》とも闘えるようにするため、綾斗に《黒炉の魔剣》の制御を身につけさせ、天霧辰明流の極伝を授ける。
《星猟警備隊》からの聴取が終わってからは、本人の希望もあり《星猟警備隊》に入隊。ヘルガとともに《処刑刀》関連の捜査をしている。そして、《王竜星武祭》五回戦全ての試合が終了した後、綾斗と共にカフェ・マコンドを訪れて、美奈兎に彼女の父親が死亡した事故について聞く。

### リーゼルタニア王国関係者
ヨルベルト・マリー・ヨハネス・ハインリヒ・フォン・リースフェルト（Jolbert Murray Johannes Heinrich von Riessfeld）
声 - 鈴村健一 
リーゼルタニアの国王にして、ユリスの兄。29歳。ユリスのことを大切に思う一方、彼女がアスタリスクで活躍したら統合企業財体の意向で女王に即位させられるのではないかと危惧している。そうなれば意にそぐわない相手との結婚を強要されるなど彼女が傷つくことになるため、綾斗との結婚を期待している。また、統合企業財体にとってユリスが女王になるメリットよりも、政治に関心がなく扱いやすい自分が国王でいた方がメリットがあると判断されるようにボンクラを演じている節もある。
マリア
声 - 本渡楓
リーゼルタニアの王妃で、ヨルベルトの妻。イザベラの推挙でヨルベルトと結婚したが、本人は天然な性格でヨルベルトの愛人たちとも仲良くしている。
フローラ・クレム（Flora Klemm）
声 - 森永千才
ユリスが支援している孤児院の女の子。10歳。《星脈世代》。
普段はリーゼルタニアの王宮にメイドとして務めている。
シスター・テレーゼ
声 - 小平有希
リーゼルタニアにあるユリスが支援している孤児院兼教会の代表で、ユリスの《魔女》としての師匠でもある。

### その他の人物
八薙草 朱莉（やちぐさ あかり）
綾斗と遥の母。マディアスとのペアで《鳳凰星武祭》を優勝し、その望みとして顔も名前も経歴も変えて、天霧 桜（あまぎり さくら）として新しい人生を手に入れる。表向きには、八薙草朱莉は《鳳凰星武祭》優勝の翌年に死亡したことになっている。
八薙草家は日本の旧家であり、星脈世代である朱莉に対し風当たりが強かった。そのため、星導館に入学してからも家に迷惑をかけないよう能力を隠し、目立たないよう行動する。しかし、家からの仕送りがなく学費と生活費に困っていた朱莉はマディアスとともに《蝕武祭》に出場。その試合を観戦していた当時の星導館の生徒会長の目にとまり、実家の母親の説得に助力する代わりにマディアスとともに《鳳凰星武祭》に出るよう要請される。
効果範囲内における万能素の運動を完全に停止させる能力を持つ。《魔女》や《魔術師》の能力はもちろん、煌式武装のみならず原理的には純星煌式武装でさえも無力化が可能。ただし一度発動させると自身の判断では解除できない。武術の経験は全くないが、独学によって高い近接戦闘能力を持つ。
天霧 正嗣（あまぎり まさつぐ）
綾斗の父で、天霧辰明流宗家。非《星脈世代》だが、技で綺凛の初太刀を受け流す腕前を持つ。
刀藤 誠二郎（とうどう せいじろう）
綺凛の父で、刀藤流先代宗家。
かつて幼い綺凛を守るためにやむなく強盗を手に掛けたが、相手が非《星脈世代》であったため、刑務所に収監される。
刀藤 鋼一郎（とうどう こういちろう）
声 - 石塚運昇
綺凛の伯父。統合企業財体・銀河の幹部候補で、姪の綺凛を星導館の歴史に残る生徒として演出することで幹部へ昇格することを目指していたが、最終的には実現しなかった。刀藤家の長兄だが非《星脈世代》であり、跡目は弟の誠二郎が継いだ。代わりに宗家に伝わる最上大業物である雛丸（ひいなまる）を受け継ぐ。
誠二郎が釈放された後、代志乃の命によって銀河を退職し、刀藤流宗家本部の運営サポートと海外支部の取りまとめを任せられる。既に野心は無く、誠二郎に対する蟠りも解けており、刀藤家で会った際に亡き父から譲り受けた最上大業物の日本刀《雛丸》を綺凛に与える。
刀藤 琴葉（とうどう ことは）
綺凛の母で、非《星脈世代》。実家は名家であり、家同士の付き合いで出会った朱莉とは友人だった。旧姓は「六城（ろくじょう）」。
我妻 代志乃（あがつま よしの）
綺凛の大叔母。分家に嫁いだが、誠二郎が収監されたために刀藤流宗家代理を務めている。薙刀を最も得手とするが、連鶴も使うことができる。
沙々宮 創一（ささみや そういち）
声 - 家中宏
紗夜の父親で、落星工学者。ミュンヘン在住。紗夜や綾斗からはマッドサイエンティストと評される。元々は銀河の研究施設に開発協力として参加していた。事故によって体の大半を失うも、脳が無事だったために機械に接続することで煌式武装の開発を続けている。カミラによれば、既に否定されたコンセプトに基づく煌式武装の設計・開発を行っている。しかしそれは、誰が扱っても強力な武器となるような設計思想が台頭している前提によるものである。創一の作った煌式武装は紗夜のために設計しているため、彼女の能力まで考慮すると強力な兵器となる。《獅鷲星武祭》後は星導館の装備局技術顧問として、新設された煌式武装開発施設のアドバイザーに就任する。
沙々宮 香夜（ささみや かや）
沙々宮創一の妻で、紗夜の母親。肉体の大半を喪失した創一と共に、ミュンヘンに在住している。
イザベラ・エンフィールド（Isabella Enfield）
クローディアの母であり、「銀河」の最高幹部。何重もの精神調整プログラムを受けており、銀河に全てを捧げている。しかし銀河の、娘のクローディアに対する処遇に関して私情を挟んだ判断をしたような描写もある。
ニコラス・エンフィールド（Nicolas Enfield）
声 - 上田燿司
クローディアの父であり、イザベラをサポートするCRO補佐。50歳。ギュスターヴを雇ってクローディアたちを《獅鷲星武祭》に出場させないように企むが、それはクローディアを思っての事であり、その優しさのため最高幹部にはなれない。エンフィールド家の直系であるため、ブランシャール家を毛嫌いしている。
夜吹 憮塵斉（やぶき ぶじんさい）
英士郎の父で、『夜吹の一族（ナイトエミット）』の現当主。数百年の歴史を持つ夜吹の一族は、人避けの結界を張ったり音や電波を遮断したりする特殊な術を使う。また、万能素が極めて乏しかった時代の術であるため、万能素がほとんど消費されず発動が一瞬でタイミングを読まれないという長所がある。秘伝である空汐（うつしお）の術は、人が本能的に忌避する色や模様の組み合わせを無意識下に刷り込み行動を操作する、精神干渉の一種である。《星脈世代》は精神干渉に強い耐性を持つが、人の本能に訴えかける空汐の術は耐性とは無関係に効果を発揮できる。なお憮塵斉の名は襲名制であり、一定の技量に達した者から選ばれる為、数十年も空位だった時期もあった模様。
夜吹 影花（やぶき えいか）
英士郎の姉で、夜吹の一族の一員。極めて希少な治癒能力者で、その能力は特殊な薬を併用することによって重傷をものの数分で完治させる程だが、血族にしか効果を発揮しない。
ヘルガ・リンドヴァル
星猟警備隊の創設者にして、現在も隊長を務める女性。かつて《王竜星武祭》を二連覇した伝説の人物で、学生時代の二つ名は《時律の魔女（クロノテミス）》。自らの周囲の時間を操る能力を持ち、アスタリスクの歴史上最強の《魔女》との呼び声が高い。年齢を含めた肉体の時間も操作可能であり、重傷を負っても時間を巻き戻して一瞬で完治できる。『六万神殿』のランキングでは、歴代の《星武祭》全出場選手の中で一位となっている。《魔女》ではあるものの、その強さの本質は長年の鍛錬による圧倒的な近接戦闘能力である。オーフェリアと星露を異質の存在として警戒している。目覚めた遥から話を聞き、《金枝篇同盟》の危険性を把握。綾斗たちやシルヴィアと連携し、イザベラとも渋々協力関係を築く。
ザハルーラ
『詩の蜜酒』四代目管理人を務める《星脈世代》の女性で、本名は明かされていない。《研究所》の出身で、ロドルフォからは「Z」の姉御と呼ばれている。《王竜星武祭》では、ディルクの差し金でシリウスステージの解説を務める。
ヤン・コルベル
治療院院長。いわゆる闇医者紛いの診療もしているが、医師としての仕事には彼なりの誇りを持っている。ダニロの依頼で、密かに遥の治療に当たっていた。外伝『クインヴェールの翼』では、美奈兎の星辰力の驚異的な回復力に注目し、自ら訪問している。
ラディスラフ・バルトシーク
元星導館大学部の教授で、煌式武装や純星煌式武装に関する開発研究で有名な科学者。年齢は80歳を超えている。《パン＝ドラ》や《ライア＝ポロス》、そして《ヴァルダ＝ヴァオス》の制作者である。
一番最初にヴァルダに体を乗っ取られ、アスタリスク史上最大のテロ事件である《翡翠の黄昏》を引き起こしたため思想的指導者と目される。現在は、銀河によって南国の小さな島に30年以上拘留されている。
ギュスターヴ・マルロー
声 - 岩崎ひろし
アルルカント出身。《翡翠の黄昏》に金銭目的で加担したメンバーの一人で、逃げ延びた七人のメンバーの一人でもある。二つ名は《創獣の魔術師（エキド・ニクス）》。長い時間をかけて具現化した幻獣を使役して闘う。
《鳳凰星武祭》が終了した後、クローディアを《獅鷲星武祭》に出場させまいとしたニコラスに雇われて、リーゼルタニアで綾斗たちを襲う。
その後も戦場から比較的近い安全地帯で戦況を楽しんでいたが、そういった行動パターンを看破した綺凛の襲撃を受け敗北。リーゼルタニアを襲撃した人物として確保される。
グエン
声 - 大原崇
元界龍第七学院序列七位の男性で、当時の二つ名は《双蛇（ドイラン）》。かつての《王竜星武祭》のセミファイナリストだったが、マフィアの使い走りに身を落としている。
マディアス・メサ
声 - 緑川光
各学園のスポンサーである複数の統合企業財体から、《星武祭》運営の全権を任されている最高責任者。銀河の中堅幹部。星導館学園出身で過去に《鳳凰星武祭》を制覇し、優勝の望みとして運営委員会入りを果たす。学生時代は特待生であり、当時の二つ名は《刹鬼（ラーヴァナ）》。《金枝篇同盟》のメンバーで、ディルクやヴァルダと共に何らかの計画を進めている。《黒炉の魔剣》を警戒するディルクからは、その恐ろしさを一番知っている人物と言われている。
《蝕武祭》の専任闘技者の一人である《処刑刀（ラミナモルス）》という裏の顔を持っており、《赤霞の魔剣》の適合者でもある。かつて、実の娘の遥に《処刑刀》として本名と素性を明かさないまま、脅迫同然に自身の傍に置いて同志に引き入れようとしたが、結果として遥に再び落星雨を引き起こすための計画を阻止され、それでも遥を惜しんで《蝕武祭》で自分に負けたら本当の同志になるように告げる。そして《蝕武祭》で遥に勝利するが、その際に遥に禁獄の力を施されて力を制限され、遥も自身の意思で仮死状態になってしまったが、その際に遥の体内に《赤霞の魔剣》の破片を仕込む。以降は昏睡状態の遥を殺さずに監視していたが、アスタリスクにやって来た綾斗にも興味を見せ始め、《獅鷲星武祭》決勝戦前夜にヴァルダと共に《処刑刀》として綾斗の前に現れて、綾斗が《獅鷲星武祭》に優勝できるよう実戦形式で鍛える。そして、遥が目覚めたことで二度目の学園祭の最中に綾斗と遥の前に再び現れて、《赤霞の魔剣》を使って遥の命を盾として脅迫し、綾斗に《王竜星武祭》への出場と優勝を強要し、遥に自身に施された禁獄の力を解除させる。
ダニロ・ベルトーニ
前《星武祭》運営委員長。本編開始の五年前当時はソルネージュ所属の統合企業財体幹部だったが、謎の事故死を遂げる。当時の《蝕武祭》の主催者だったが、詳細は現在も明らかになっていない。
ヴァルダ＝ヴァオス
ウルスラ・スヴェントの身体を乗っ取っている純星煌式武装であり、ラディスラフが半ば偶然に創り出してしまった、《翡翠の黄昏》の元凶でもある明確な自我を持ち、《星脈世代》さえも自在に操る精神干渉の能力を持つ。。力の代償としてウルスラの体を乗っ取り、金枝篇同盟の一員として暗躍している。
ウルスラ・スヴェント
シルヴィアの歌と格闘技の師匠。《蝕武祭》に出場しており、シルヴィアが探している。現在は代償としてヴァルダに身体を乗っ取られており、その意識は眠っている。
リベリオ・パレート
大手PMCであるHRMSの社長で、両親を早くに亡くした姪であるカミラのことを大層可愛がっている。かつてレヴォルフに在籍していたようで、《虚渇の邪剣》を使用して《王竜星武祭》を制覇した。《蝕武祭》の選任参加者でもあった。高いカリスマ性を持っており、HRMSのメンバーは狂信に近い忠誠をみせる。ディルクと繋がりがあり、《獅鷲星武祭》にチーム・ヘリオンを出場させる。
外伝『クインヴェールの翼』では、《獅鷲星武祭》の頃にダイアナの祖父からの依頼で内々にダイアナを護衛しており、ジュリアーノ・マゼッティという偽名を名乗って一緒にアスタリスクへ入った。そして、チーム・アンドロクレスが敗北した後でフラウンエンロープとのコネで姪のカミラから量産型純星煌式武装《アガーナベレア》の発動体を譲り受けて、チーム・ヘリオンとチーム・赫夜の試合の前にロヴェリカたちを訪ねてテオルディオに《アガーナベレア》を渡した後、ロヴェリカにアスタリスクを下劣でみっともない恥知らずな街で心底から嫌いであると答えている。
ザキル
半分に割れた狼の仮面を被った、小柄な青年。二つ名は《瑕面（スカーマスク）》で《睚眦》の元トップエージェントだったが、《蝕武祭》の専任闘技者にまで身を落としている。
荒砥 了衛（あらと りょうえ）
二つ名は《堕ちた剣聖》で三代目の《剣聖》だったが、《蝕武祭》の専任闘技者にまで身を落としている。
ランタナ
マディアスと朱莉が学生の頃の《影星》の一員で、コピー能力者。
ルーフ
アシュダハの潜入工作員。
ダイアナ・パウンド
外伝『クインヴェールの翼』の登場人物で、統合企業財体E＝Pを創設した二つの血族の片割れであるパウンド家の令嬢で、パウンド家初の《星脈世代》でもある。
パウンド家の家長である祖父に溺愛され、アーネストと婚約していたが、ソフィアとの練習試合で顔を傷つけられたことで婚約は破棄され、以降は祖父の命令で過剰なまでに保護された生活を送らされていた。
しかし、成人したことで身元を隠して新進の宝飾デザイナーとして生活の目途が立ったことで、家出して《獅鷲星武祭》に参加するソフィアを応援する為にアスタリスクへ行く。そして、準々決勝でのチーム・ヘリオンとの対戦を前にトラウマを払拭できないソフィアを訪問し、ソフィアの心境を変化させる言葉を告げて激励した。
本編でも、二度目の学園祭でアーネストと一緒にいるところを綾斗と遥に目撃されている。
玄鐘 空（くろがね そら）
外伝『クインヴェールの翼』の登場人物で、若宮美奈兎に《玄空流》を教えた師匠でもある。かつてクインヴェールに在籍していたようで、美奈兎の母親とはそこで出会って友人になった模様。
弟子の美奈兎が《獅鷲星武祭》に出場することになったことで、応援の為にアスタリスクに向かう途中でダイアナと偽名を名乗ったリベリオと出会い、一緒にアスタリスクに入った。

## 用語

### 水上学園都市「六花」
本作の舞台となる都市で通称は「アスタリスク」。北関東のクレーター湖に浮かぶ正六角形型のメガフロートに築かれた学園都市で、日本の領土に位置しているが治外法権領域になっている。統合企業財体によって六つの学園が設置されている。所属する学生は年に一度開催される《星武祭》で闘うために集められ、その大半を《星脈世代》が占める。学生が島外に出るには許可が必要である。警察権は星猟警備隊が担っている。近未来的な景観に木々や林などの自然も見られる。水上にあるためか早朝には霧が立ち込める。
六角形の市街地は中央区と外縁居住区に分かれ、六つの角には一つずつ学園が存在する。中央区には商業エリアや行政エリアなどがあり、決闘用のステージが点在している。決闘の影響を避けるために交通機関として地下鉄が整備されている。中心には《星武祭》の総合メインステージ「シリウスドーム」がある。他にも三つの大型ステージ、七つの中規模ステージが存在する。外縁居住区にはモノレールが通り港湾ブロックと六つの学園を繋いでいる。
人工島であるため地下空間が存在し、様々な形で利用されている。施設保全部の管轄となっており、頻繁に点検が行われる。最下層にはバランスを調整するためのバラストエリアがあり、水が溜められている。
なお、アスタリスクを構成する各学園の校風がきわめて個性的なのは、その運営母体群である統合企業財体の方針に由来する。
星導館学園（せいどうかんがくえん）
アスタリスク北部に位置する学園で、綾斗が所属している。生徒会長は選挙によって選出され、作中ではクローディアが務めていた。運営母体は「銀河」。保有する諜報工作機関は「影星」。校章は不撓の象徴たる赤い蓮の花「赤蓮」。校舎は近代的で開放的な高層建築であり、大学部、高等部、中等部校舎の三棟が広大な中庭を囲むように立っている。
生徒の自主性を重んじる校風で、校則も緩やかである。伝統的に《魔女》や《魔術師》の学生が多い。また、純星煌式武装の所有数も最多の22個。学園運営の多くの職務が生徒会に委任されており、純星煌式武装の貸与や校章の再発行手続きなどと関わることが多い。
《鳳凰星武祭》を得意としており過去には上位の常連で三冠制覇の経験もあるが、近年の総合成績は振るわず前シーズンは五位。六位のクインヴェールは戦略上総合順位を度外視しているので、実質的に最下位である。
春に行われる学園祭は元々日本の文化を踏襲した星導館学園のみが行っていたが、後に他学園にも広がる。
聖ガラードワース学園（せいガラードワースがくえん）
アスタリスク北東部の学園。序列一位の獲得が生徒会長の条件となっており、作中時点では現生徒会長であるエリオットに加え、前生徒会長のアーネストも登場している。運営母体は「EP（エリオット＝パウンド）」。保有する諜報工作機関は情報戦にかけては六学園随一の「至聖公会議（シノドミアス）」で、構成員は情報審問官（インキュジター）と呼ばれる。校章は秩序の象徴たる太陽の輪「光輪」。
規律と忠誠を絶対とした厳格な校風で、決闘についても原則的には禁じている。そのためレヴォルフとは折り合いが悪い。伝統的に学園行事などは生徒会が取り仕切っており、学園祭当日などは多くの職務に追われる。
≪冒頭の十二人≫のことをガラードワースでは≪銀翼騎士団（ライフローデス）≫、構成員を正騎士と呼ぶ。≪銀翼騎士団≫を中心に《獅鷲星武祭》を得意としており、前々回と前回はアーネスト率いるチーム・ランスロットが連覇を果たした。そのチーム・ランスロットはガラードワースの生徒会のメンバーで構成されている。また、前期に至っては総合1位の成績である。
界龍第七学院（ジェロンだいなながくいん）
南東部にある学園で、規模は六学園中最大である。生徒会長はトーナメント形式で選出されており、作中時点の現生徒会長は范星露である。運営母体は「界龍」。保有する諜報工作機関「龍生九子」は、過激さで知られる。校章は帝王の象徴たる四神の長「黄龍」。
才能さえあれば年齢制限なく受け入れているため中等部・高等部・大学部といった区別がなく、小学生程度の年齢でも入学可能できる。官僚主義と放任主義が絡み合う混沌とした校風で、あらゆる面でオリエンタルな雰囲気が濃く、生徒もアジア系の人物が多い。学生の多くが鍛錬を目的とし、星武祭への出場も優勝は二の次である為、統合企業財体も具体的な報酬で釣りにくいという一面を持つ。
得意とする《星武祭》は特にないが常に安定した成績を残しており、唯一下位グループに転落したことが無い学園である。
学内には初代《万有天羅》によって築かれた「黄辰殿」と呼ばれる建物が存在し、その扉を開くことが出来た人物が《万有天羅》の称号を継承できる。この称号は界龍では特別な意味を持っており、統合企業財体でもこの称号を冠する生徒の自由を妨げる事は出来ない。一例として、諜報工作機関の龍生九子は初代《万有天羅》が自らのために一から作り上げた組織であるため、他学園と異なり生徒会直属で統合企業財体との関係が極めて薄い。
学内では様々な武術の流派が乱立している。最も有力なのが《万有天羅》の一派で全員が序列入りしている上、本人も含め《冒頭の十二人》を独占している。
アルルカント・アカデミー
六角形の南部に設置された学園。生徒会長を務めるのは佐近州馬。運営母体は「フラウエンロープ」。校章は叡智の象徴たるミネルバの使い「昏梟」。
創立当初はクイーンヴェールに並ぶ弱小校だったが、学生の研究が成果を上げてくるに伴い、強豪校へとのし上がった。前シーズンは総合二位に輝いている。
研究クラスと実践クラスに分かれており、研究クラスの落星工学の技術は世界でもトップクラスである。徹底した成果主義を奉じる校風で、研究クラスの発言権が圧倒的に強い。それもあってか、他校では絶対的な力を持つ《冒頭の十二人》はアルルカントには非常に少なく、序列制度が特に重要視されていない。
他学園以上に内部の勢力争いが激しく、研究クラスでは複数の派閥が生じている。《獅子派（フェロヴィアス）》、《彫刻派（ピグマリオン）》、《黒夫人派（ソネット）》、《思想派（メトセラ）》、《超人派（テノーリオ）》の五つが確認されており、それぞれ得意分野が異なる。研究に関してはかなり行動の自由を許されているようだが、学院の研究費は統合企業財体が捻出している為、界龍と比べれば自由度は異なる。
レヴォルフ黒学院（レヴォルフくろがくいん）
南西にある学園である。生徒会長は序列一位の指名によって選出されており、作中時点の現生徒会長はディルクである。運営母体は「ソルネージュ」。保有する諜報工作機関は、秘匿性が最も高く《猫》と呼ばれる工作員で構成される「黒猫機関（グルマルキン）」。校章は覇道の象徴たる二本の剣「双剣」。
校則は無いに等しく個人主義が強く、非常に好戦的な校風となっている。また、学園も積極的に生徒の決闘を推奨している。そのためガラードワースとは折り合いが悪い。
また、史上最強と言われている《孤毒の魔女（エレンシュキーガル）》ことオーフェリアに絶対的な自信を持っており、素行不良の多いレヴォルフが他学園に劣らずいるのはオーフェリアの実力によるものである。
基本的に素行不良な生徒が多く、アスタリスクの再開発エリアを根城にしているものも少なくない。プリシラやころなのような真面目な生徒もいるが、比較的まれである。
《王竜星武祭》を得意としているが、集団戦の《獅鷲星武祭》は苦手で過去に1度しか優勝していない。
クインヴェール女学園（クインヴェールじょがくえん）
北西部の学園。生徒会長は選挙によって選出され、作中ではシルヴィアが務めていた。運営母体は「W&W（ウォーレン・アンド・ウォーレン）」。保有する諜報工作機関は、情報操作のエキスパートが揃う「ベネトナーシュ」。校章は冀望の象徴たる名もなき女神「偶像」。制服は自由にアレンジ可能である。
六学園中唯一の女学園にして、最小の学園。明るくきらびやかな校風で、入学条件に戦闘能力や学力にプラスして「容姿」を要求している。クインヴェールは《星武祭》の総合成績を考慮せず、《星武祭》を純粋に学生の魅力を引き出すためのステージとしてしか見なしていない。
生徒会長シルヴィアやガールズロックバンド「ルサールカ」など、アイドル的な一面が多く、メディアへの露出も比較的高い。
前シーズンの総合成績は六位と振るわないが、シルヴィアの《王竜星武祭》準優勝など、所属学生が弱いわけではない。戦略として《星武祭》出場にも条件を設けることがあり、出場枠が埋まらないことが原因だと言われている。
外伝作品『クインヴェールの翼』の舞台となっている。

### その他の用語
落星雨（インベルティア）
作中の20世紀において、世界中に隕石が降り注ぎ、多くの都市が壊滅的な被害を被った出来事。この結果、既存国家の力は著しく低下し、統合企業財体と呼ばれる新たな経済主体が取って代わることとなる。観測機関などに予兆を捕らえることができなかったため、ただの隕石ではないという見方が主流である。
また、この隕石群からは未知の元素である万応素が検出され、科学技術の発展を促すと共に《星脈世代》と呼ばれる特異な力を持った新人類を生み出した。
星露は「自然災害ではなく、何者かが意図をもって引き越したものであり、過去にも類似事象があった」という見解を示している。
統合企業財体（Integrated Enterprise Foundation）
《落星雨》後、混乱の極みにあった世界経済を乗り越え支えるために無数の企業が融合して誕生した、新たな経済主体。疲弊した国家を遥かに凌ぐ権力を有する。
かつては8つ、現在では「銀河」「EP（エリオット＝バウンド）」「界龍」「ソルネージュ」「フラウエンロープ」「W&W（ウォーレン・アンド・ウォーレン）」という6つの統合企業財体が存在し、互いにしのぎ合いながら実質的に世界を裏から操っている。アスタリスクにおいては各学園の運営母体でもある。
しかし企業であるが故に、利益にならない事業などを世論を少しずつ変える事で廃止に追い込むなど、非人間的な一面も多く、かなりの経済格差を生み出す要因ともなっている。
統合企業財体の幹部は人間的な要因に起因する失敗を防止し、より的確で公正な判断を徹底させ、そしてなによりも幹部全員に統合企業財体の理念を共通構築するために精神調整プログラムを受けることが必須となっている。その為我欲の強い人物は幹部になるのは難しいと言われているが、このプログラムは部署や立場によって調整レベルが異なる。
何年かに一度開かれる大会談（コンコルディア）と呼ばれる首脳会議に各統合企業財体の代表者数名が出席し、長期の利害調整を行うことになっている。
翡翠の黄昏（ひすいのたそがれ）
アスタリスク史上最大の人質テロ事件。ラディスラフは犯行グループの思想的指導者と目されている。犯行グループは学生のシンパを含んだ七十七人で、約四分の一は金銭目的で犯行に加担した。ヘルガが単独で解決し、首謀者及び主要メンバーはほぼ全員逮捕されたが、七人程逃げおおせている。実際は、《ヴァルダ＝ヴァオス》によって星脈世代優生思想を植えつけられた学生たちが引き起こした事件である。
星武祭（フェスタ）
統合企業財体が主催し、アスタリスクで行われている力を持つ学生同士の大規模な武闘大会。3年を一区切りとし、初年の夏に行われるタッグ戦は《鳳凰星武祭（フェニクス）》、2年目の秋に行われるチーム戦は《獅鷲星武祭（グリプス）》、3年目の冬に行われる個人戦は《王竜星武祭（リンドブルス）》と呼ばれる。定められたルールは、校章の破壊によって勝敗を決する。エンターテイメントであるため、明らかな残虐行為や殺傷を目的とした攻撃は処罰の対象となる、など。
注目度が非常に高く、世界中にライブ放送される。統合企業財体の元では経済的な成功・発展が最重要視されていることから、《星武祭》は常に多数派の消費者が望む方向へ運用されており、参加者が学生に限定されていることや、見栄えの良い少年少女がアスタリスクに多く在籍するのもこれに由来する。
星武憲章（ステラ・カルタ）
アスタリスクの全ての学生に適用される厳格なルール。違反したものには退学を含めた厳しい処分が待っている。重要な項目は以下。
- アスタリスクにおける学生同士の闘争は、互いの校章を破壊することを目的とする場合のみこれを許可する。
- アスタリスクにおける学生が《星武祭》へ参加できる期間は、13歳から22歳までの10年間とする。
- アスタリスクにおける学生が《星武祭》へ参加できる回数は、3回を上限とする。

蝕武祭（エクリプス）
非合法・ルール無用の武闘大会で、バラストエリアの底（水中）で行われる。ギブアップは不可能で、試合の決着はどちらかが意識を失うか、もしくは命を失うかによって決まる。
捜査を担当した星猟警備隊によって潰された。主催者はダニロと目されていた。
万応素（マナ）
《落星雨》によって地球にもたらされた未知の元素を指す。現在では世界中に拡散し、どこにでも存在する。特定の条件を満たした生物の意志に反応し、周囲の元素とリンクしあらゆる事象・物質へと変化する。
星脈世代（ジェネステラ）
万応素の影響を受けて誕生した新人類。綾斗やユリスもこれに含まれる。今までの常識を覆す卓越した身体能力と、星辰力と呼ばれるオーラを身に有している。中でも生身で万応素とリンクできる異能者は、女性ならば《魔女（ストレガ）》、男性ならば《魔術師（ダンテ）》と呼ばれている。
一般社会においては異端な存在でもあり、社会からの潜在的な差別意識からアスタリスク入りする学生も多い。その差別意識は《星武祭》への批判が一挙集中しないことの理由の一つでもある。
星辰力（プラーナ）
星脈世代が持つ特殊なオーラ。《魔女（ストレガ）》や《魔術師（ダンテ）》はこれを糧に能力を使用する。身に秘めた全てを使い果たすと意識が消失するが基本的には時間と共に回復する。星辰力のコントロールは《星脈世代》の基本技術であり、星辰力を利用し攻撃力や防御力を増加させることも可能。特に防御面においてはその効果が顕著である。強力な武器を使った戦闘が日常となっているアスタリスクの学生達が、命にかかわる致命的な怪我を負うことが少ない理由はここにある。
天霧遥は鬼気が星辰力の質・密度に影響を与えるのではないかと推測している。
星仙術
界龍第七学園が開発し発達させた万応素のコントロール技術のこと。星仙術を扱う能力者は道士と呼ばれる。《魔女》や《魔術師》の能力は個人の才能に依拠するが、星仙術はそれを技術としてある程度まで汎用化させることが目的。ただし根本的に《魔女》や《魔術師》の才能がないものには習得することが出来ない。
端的に言えば星仙術は万応素の反応を体系的に分類し、系統的な技術として習得できるようにしたもの。《魔女》や《魔術師》は通常一つの能力に特化するが、道士は鍛錬によって広く複数の能力を使いこなすことが出来る。
落星工学
万応素や《落星雨》で落ちてきた隕石に関する学問を示す。万応素の働きについてはまだまだ未知の部分が多いものの、隕石に多く含まれていたレアメタルを利用したマナダイトの研究は進んでおり、広く実用化されている。
マナダイト
万応素が結晶化した特殊な鉱石。一定の負荷を与えることにより特定の元素パターンを記憶・固定化する性質を持つ。元来地球上には存在しないはずのものであり《落星雨》によって落ちてきた隕石から採掘されている。煌式武装の起動体として使用されるほか、落星工学によって生み出された様々な製品に幅広く用いられている。
ウルム＝マナダイト
極めて純度の高いマナダイトの総称。無論、通常のマナダイトに比べ希少であり、これをコアに据えた煌式武装は純星煌式武装と呼ばれる。色や形は様々で、同じものは2つとない。意思を持つとされる。純星煌式武装に実装されたものも含め、統合企業財体の協定によってそのすべての所在が公開されている。
煌式武装（ルークス）
マナダイトを核に造り上げた武具の総称。特性を持つマナダイトに元素パターンを記憶させることにより、発動体からその素体を具現化することができる。周囲の万応素を集約することにより光状の刃や弾丸など、様々な物体を生成する。動力自体も万応素から抽出している。
流星闘技（メテオアーツ）
煌式武装に使用者の星辰力を注ぎ込むことで、一時的に煌式武装の出力を高める技。正式には過励万応現象と呼ばれる。
成功すれば強力な攻撃手段となる反面、星辰力のコントロールを誤れば暴発し煌式武装を破損させる恐れもある。そのため使用者の癖に合わせて煌式武装を調整した上で、その扱いに熟練していなければならない。星辰力のコントロールに長けた者であれば初めて手にした煌式武装でも流星闘技を発動させることが可能。
在名祭祀書（ネームド・カルツ）
アスタリスクの各学園の序列制度を元に、それぞれの学園が有する実力者を明確にするためのランキングリストを指す。枠は全部で七十二名。序列変動の方式は学園によって異なるが、星導館では入れ替え制を採用している。
冒頭の十二人（ページ・ワン）
『在名祭祀書』のリストの1枚目に名前が連ねられている上位12名のことであり、決闘の際にはブックメーカーが開いたり、報道系クラブに真っ先にライブ実況されるなど学園内でも高い注目を集めている。また、有力生徒のデータ収集として監視されたり、隙あらば蹴落そうと狙っている生徒も少なくない。学園から寮の個室を与えられ、トレーニングルームを貸し出されるなどの特典を受けられる。
なお、聖ガラードワース学園の《冒頭の十二人》は通称「銀翼騎士団（ライフローデス）」と呼ばれており、それ以下の序列者はその候補生と目されている。
統一ランキング
作中に登場する学園個別の序列とは別に非公式に全学園の有力選手のランキングを作ったサイト。『詩の蜜酒（オドレリール）』と『六万神殿（ヘキサ・パンテオン）』が有名。『詩の蜜酒』はアスタリスクの黎明期から個人によって運営されており、正確さが売り。『六万神殿』は閲覧者参加型の評価システムを採用している。どちらもオーフェリアが一位になっている。もっとも、同じ学生でもサイトによってまた『六万神殿』には歴代の選手を含めたランキングもあり、一位はヘルガがランクインしている。

### 純星煌式武装（オーガルクス）
ウルム＝マナダイトをコアに利用した武器の総称。強力・特殊な能力を秘めているものが多いが、その反面様々な「代償」を必要とする。さらに武器自体に意思のようなものが宿っており、使い手との相性によっては触れることさえままならない。アスタリスクにおいては、相性は適合率として測定される。
その多くは総合企業財体が有しており、各学園へ管理を委任、適合率の高い学生に貸し出す形でアスタリスクへと提供されている。また、所持者の多くは各校の冒頭の十二人が占めている。
理由は不明だが≪魔女≫や≪魔術師≫が所有者として認められたケースはほとんどなく、アスタリスクの歴史の中でも10人に満たないとされる。事実、ユリスも《黒炉の魔剣》の柄に触れただけで手が焼けてしまった。
黒炉の魔剣（セル＝ベレスタ）
所持者：天霧遥→天霧綾斗
星導館学園が管理している、純星煌式武装の1つ。四色の魔剣の一振り。強力な純星煌式武装で、大量の星辰力と引き換えにあらゆるものを焼き切ると言われている。
比較的古い純星煌式武装でありながら、手懐け使いこなせた学生は今までに数人数える程しかおらず、持ち手を選ぶことで知られる。また、一度手放そうとすると同じ人物では、二度と扱えないとまで言われている。
使い手によって形を変えるといわれ、《鳳凰星武祭》決勝戦ではユリスの助力もあり、大剣の状態から片手で扱えるほどの刀状の武器へと化した。遥が手に取った際は、刀状さらには小刀のような大きさにまで変化した。そして、綾斗が《王竜星武祭》に出場せざるをえなくなった後の遥との稽古の最中に、綾斗が《黒炉の魔剣》を一振りの剣として扱う気構えを得たことで、自在に日本刀サイズに変化できるようになった。
パン＝ドラ
所持者：クローディア・エンフィールド
ラディスラフが開発した純星煌式武装で、星導館学園の管理下にある。赤と青の歪な形をした双剣で、その発動体は目玉のような不気味な形状をしている。未来視の能力を持ち、ストックがたまった時間だけ未来を見ることができる。強力な能力であるがそれを使い切るとただの双剣になってしまう弱点を持つ。ストックは契約をしている間は増え続け、3日で1秒のペースでたまっていく。その代償として、毎夜夢で未来の死を体験させられることであると思われていたが、実際の代償は未来そのものであることがクローディアがラディスラフと面会した際に明らかとなった。長い苦しみに耐え続けることでしか能力を引き出せないため、今までこの《パン=ドラ》をまともに使いこなしたものはいなかった。
芙堕落（ふだらく）
所持者： 刀藤綺凛
星導館学園が所有する日本刀型の純星煌式武装で、長さはおよそ二尺四寸五分（約74cm）。鞘に収められている時間の長さに比例して使い手の力を吸い、威力と鋭さを増す。蓄えられる剣気に限界はないが、一定以上になると使い手が制御しきれなくなる。一度鞘から抜いてしまうとなまくらに戻ってしまうため、また一から貯め直さなくてはならない。
那由他の魔弓（ロングシャンクス）
所持者： 遠野百舌妃
星導館学園が所有する長弓型の純星煌式武装。遠距離戦闘に特化しており、数百の矢をまとめて放つことができる上、一本の威力もすさまじい。その反面、使用時間に応じて加速度的に重量が増していく。
覇潰の血鎌（グラヴィシーズ）
所持者：イレーネ・ウルサイス→オーフェリア・ランドルーフェン
レヴォルフ黒学院が管理する鎌型の純星煌式武装。誰にでも比較的高い適合率が出やすく、過去にも多くの使い手がいるため、能力は割れている。指定した空間の重力を操る事ができ、対戦相手を押しつぶすことができる。使用者の血を代償とすることに加え、使用者への干渉が強く性格を攻撃的にするばかりか、他者の血を吸うために肉体も変化させてしまう。しかし、猛毒であるオーフェリアの血によって屈伏した。
《鳳凰星武祭》にて、綾斗によって破壊されたが、コアは無傷のまま回収された。その後、新装されてオーフェリアの手に渡った。
赤霞の魔剣（ラクシャ＝ナーダ）
所持者：《処刑刀》
レヴォルフ黒学院が管理している純星煌式武装の1つ。四色の魔剣の一振り。ただ攻撃するだけで残虐行為として星武憲章に抵触する恐れがあり、ほとんど使い手が現れたことがない。刀身を微細な破片に分割し、面による斬撃を行うことができる。破片を他者の体内に残し操作することも可能である。現在は封印処理をされていることになっていたが、《蝕武祭》時代から引き続き《処刑刀》が所有している。
虚渇の邪剣（ベルシェ＝ヴェルン）
所持者：リベリオ・パレート→ロヴェリカ
チームヘリオンのロヴェリカが使用する純星煌式武装。もともとHRMSのリベリオが使っていたものである。
代償は、決して満たされることの無い空腹。
アラクネの縒り糸
所持者：ガブリエラ
鉤爪型の純星煌式武装で、目に見えない糸を張り巡らせることで対象を絡め取る能力を持つ。《星武祭》では有効とされていないが、闇討ちで罠に嵌める際に真価を発揮する。
通天足（つうてんそく）
所持者：趙虎峰
靴型の純星煌式武装で、空を翔るように走ることができる。もともとは、≪ヘルメスの翔靴≫という名前でレヴォルフ黒学院が所有していたが、界龍第七学院に渡り調整され≪通天足≫となった。
白濾の魔剣（レイ＝グラムス）
所持者：アーネスト・フェアクロフ→エリオット・フォースター
聖ガラードワース学園所有の剣型の純星煌式武装で、≪聖剣≫とも呼ばれる。四色の魔剣の一振り。物体をすり抜け任意の対象のみを切ることが可能である。騎士のように常に高潔であり、正義と秩序の代行者たることを代償として求める。もっとも完全に騎士が持つべきモラルと同じというわけではなく、それに近いだけに過ぎない。この差をうまく埋められる者でなければ≪聖剣≫を使いこなすことは難しいとされる。使用者のアーネストはこのあたりの付き合い方が上手く、ある程度自分の行動に融通を効かせていたが、《獅鷲星武祭》決勝戦で本性を現し、見放されてしまった。
贖罪の錐角（ゴート・アマルティア）
所持者：パーシヴァル・ガードナー
聖ガラードワース学園所有の純星煌式武装で、≪聖杯≫と呼ばれる。物理的攻撃力は持たないが、そこから放たれる光は対象の意識を吹き飛ばす。
ライア＝ポロス
ラディスラフが開発した純星煌式武装で、インヴェール女学園の管理下に置かれている。あまりに強力な力を持つために5つに分割された楽器の形状をした純星煌式武装であり、それぞれが固有の能力を持つ。適合率の高い使い手が五人現れないと起動すらできず、極めて使い勝手が悪い。純星煌式武装を『共鳴（レゾナンス）』させることで、《ライア＝ポロス》本来の力を限定的に引き出すことができる。代償は適合率が高いほど直情的になり感情の制御が効かなくなる、「精神浸食」。
ライアポロス＝カリオペア（ギター型）：所持者はミルシェ。剣型の刃を持ち、破砕振動波を放つ。
ライアポロス＝エラード（ドラム型）：所持者はパイヴィ。音圧防壁による防御を行い、『共鳴』時には相手を押しつぶすこともできる。
ライアポロス＝メルポーネ（ベース型）：所持者はモニカ。斧型の光刃を展開する。能力は重低音による阻害弱体化で相手の集中力を削ぎ、身体能力を低下させる。
ライアポロス＝ポリムニア（ギター型）：所持者はトゥーリア。トライデント型の刃を持ち、破砕振動波を放つ。
ライアポロス＝タレイア（空間放射キーボード型）：所持者はマフレナ。光弾を放って攻撃を行うが、活性強化による味方の身体能力の上昇が強力。『共鳴』時にはミルシェに虎峰以上の動きを可能にするほどの能力上昇を見せた。
グレールネーフ
所持者：サンドラ・セギュール
クインヴェール女学園の純星煌式武装で扇子型をしている。水を操ることができる反面、十数分につき一度ずつ体温が低下していく。
青鳴の魔剣（ウォーレ＝ザイン）
四色の魔剣の一振り。適合者が現れていない。指定した座標軸の空間そのものを断ち切る能力を持つ。

## 制作背景
作者の三屋咲ゆうは、テレビアニメ版のインタビューの中で、TRPGのように自由度の高い世界観が好きだが、それを成立させるためにはその世界のどの部分を切り取っても物語として成立させる土壌が要るため、設定はその土壌を構成する中で副次的に生まれると語っている。
「09.悠日戦啾」はクローディアに焦点を当てており、黒幕とは異なる彼女の一面が描かれている。

## 既刊一覧

### 小説
| 巻数 | タイトル                          | 初版第一刷発行日（発売日） | ISBN              |
| ---- | --------------------------------- | -------------------------- | ----------------- |
| 1    | 学戦都市アスタリスク 01. 姫焔邂逅 | 2012年9月30日（9月25日）   | 978-4-8401-4823-8 |
| 2    | 学戦都市アスタリスク 02. 銀綺覚醒 | 2013年1月31日（1月25日）   | 978-4-8401-4963-1 |
| 3    | 学戦都市アスタリスク 03. 鳳凰乱武 | 2013年5月31日（5月24日）   | 978-4-8401-5188-7 |
| 4    | 学戦都市アスタリスク 04. 追憶闘破 | 2013年9月30日（9月25日）   | 978-4-8401-5417-8 |
| 5    | 学戦都市アスタリスク 05. 覇凰決戦 | 2014年3月31日（3月25日）   | 978-4-04-066311-1 |
| 6    | 学戦都市アスタリスク 06. 懐国凱戦 | 2014年6月30日（6月25日）   | 978-4-04-066779-9 |
| 7    | 学戦都市アスタリスク 07. 祭華繚乱 | 2014年11月30日（11月25日） | 978-4-04-067168-0 |
| 8    | 学戦都市アスタリスク 08. 偶像峻烈 | 2015年5月31日（5月25日）   | 978-4-04-067609-8 |
| 9    | 学戦都市アスタリスク 09. 悠日戦啾 | 2015年9月30日（9月25日）   | 978-4-04-067779-8 |
| 10   | 学戦都市アスタリスク 10. 龍激聖覇 | 2016年3月31日（3月25日）   | 978-4-04-068033-0 |
| 11   | 学戦都市アスタリスク 11. 刃心切磋 | 2016年8月31日（8月25日）   | 978-4-04-068415-4 |
| 12   | 学戦都市アスタリスク 12. 刹鬼再応 | 2017年8月25日（同日）      | 978-4-04-069337-8 |
| 13   | 学戦都市アスタリスク 13. 群雄雲霞 | 2018年3月25日（3月24日）   | 978-4-04-069613-3 |
| 14   | 学戦都市アスタリスク 14. 熾烈魂戦 | 2018年4月25日（同日）      | 978-4-04-069614-0 |
| 15   | 学戦都市アスタリスク 15. 剣雲炎華 | 2019年12月25日（同日）     | 978-4-04-064009-9 |
| 16   | 学戦都市アスタリスク 16. 金枝争濫 | 2021年11月25日（同日）     | 978-4-04-064805-7 |
| 17   | 学戦都市アスタリスク 17. 六花団円 | 2022年6月25日（6月24日）   | 978-4-04-064870-5 |

| 巻数 | タイトル                                     | 初版第一刷発行日（発売日） | ISBN              |
| ---- | -------------------------------------------- | -------------------------- | ----------------- |
| 1    | 学戦都市アスタリスク外伝 クインヴェールの翼1 | 2016年4月30日（4月25日）   | 978-4-04-068316-4 |
| 2    | 学戦都市アスタリスク外伝 クインヴェールの翼2 | 2017年3月25日（同日）      | 978-4-04-068771-1 |
| 3    | 学戦都市アスタリスク外伝 クインヴェールの翼3 | 2019年4月25日（同日）      | 978-4-04-065243-6 |

### 漫画
| 巻数 | タイトル               | 初版第一刷発行日（発売日） | ISBN              |
| ---- | ---------------------- | -------------------------- | ----------------- |
| 1    | 学戦都市アスタリスク 1 | 2014年2月28日（2月22日）   | 978-4-04-066274-9 |
| 2    | 学戦都市アスタリスク 2 | 2014年11月30日（11月22日） | 978-4-04-066895-6 |
| 3    | 学戦都市アスタリスク 3 | 2015年9月30日（9月19日）   | 978-4-04-066895-6 |
| 4    | 学戦都市アスタリスク 4 | 2016年3月31日（3月23日）   | 978-4-04-068222-8 |
| 5    | 学戦都市アスタリスク 5 | 2016年9月23日（9月23日）   | 978-4-04-068548-9 |

| 巻数 | タイトル                                         | 発売日        | ISBN              |
| ---- | ------------------------------------------------ | ------------- | ----------------- |
| 1    | 学戦都市アスタリスク外伝 クインヴェールの翼（1） | 2015年4月9日  | 978-4-06-395361-9 |
| 2    | 学戦都市アスタリスク外伝 クインヴェールの翼（2） | 2015年10月9日 | 978-4-06-395505-7 |
| 3    | 学戦都市アスタリスク外伝 クインヴェールの翼（3） | 2016年4月8日  | 978-4-06-395640-5 |
| 4    | 学戦都市アスタリスク外伝 クインヴェールの翼（4） | 2016年11月9日 | 978-4-06-395791-4 |

## テレビアニメ
2015年4月にアメリカのシアトルで開催されたイベント「Sakura-Con 2015」にてアニメ化が発表された。分割2クールの放送で、1st SEASONは2015年10月より12月まで放送された。2nd SEASONは2016年4月より6月まで放送された。第1話のナレーションは山路和弘が担当。

### 制作
企画・スタッフィング
小野学は誰が見ても楽しめる作品を壮大なスケールで表現したいという考えから、本作の総監督を引き受けたと、1st Season放送前に行われた『「学戦都市アスタリスク」《星武祭》前夜祭』トークショーの中で語っている。
色彩設定を担当した松山愛子はAIC退職後初めての作品であり、初めて社外の人々と一緒に仕事をできたのは良い経験になったと「アキバ総研」とのインタビューの中で話している。AIC時代は社内のスタッフが中心だったため迅速なやり取りができていたものの、本作の開発環境においてはキャリアや作業状況が異なる者が混在していたことから、口頭だと伝わりにくいということに気づかされたと松山は語っている。
撮影監督は複数体制で行われた。
演技・キャスティング
キャストはオーディションで選ばれた。綾斗役の田丸篤志は自分の役柄について、「個性的なキャラクターたちの中で落ち着き払っていて戦う要素を感じさせない綾斗がなぜ（戦いが娯楽となっている 星導館学園に）転入するところに深いところがあると思う」と『前夜祭』トークショーの中で語っている。ユリスを演じる加隈亜衣は、かわいいというよりは芯の通ったところのある綺麗な娘だと『前夜祭』の中で語っており、学園上位の実力者だけあってしゃんとなるように演じたと説明している。一方で、加隈は戦闘が多いため張り切りすぎてしまったが、品のあるキャラクターを演じてほしいという求めがあり、単なる戦士ではなくお嬢様としてのキャラクターを大事にしたとも話している。また、『前夜祭』に同席していたクローディア役の東山奈央は普段ふんわりした雰囲気の加隈から凛とした声が出て驚いたと感心した様子を見せている。その東山の収録は一番最後に行われ、他の全員の演技を聞いた後に、メンバーの中で最年長に聞こえるように演じてほしいという指示が出された。東山はオーディションから間が空いてしまったが思い出しながら演技したと『前夜祭』の中で明かしている。

音楽
音楽はスウェーデン出身のハウスプロデューサー・DJであるラスマス・フェイバーが担当しており、彼の公開していたデモ音源がきっかけで起用された。もともとフェイバーは日本のアニメへの造詣が深く、『TRY UNITE!』ほか主題歌の実績はあったものの、テレビアニメの劇伴は本作が初めてである。フェイバーは2015年の「リスアニ!」とのインタビューにおいて、提供された英語の脚本を基に楽曲を制作したと語る一方、同時期の「ナタリー」とのインタビューの中では、スタッフから脚本やキャラクター設定のイメージをスタッフから受け取り、それを基に小野や本山から発注された音楽のリストに沿って作っていたと語っている。フェイバーは「リスアニ!」とのインタビューの中で、脚本を読んだ後に出来上がったものを見ると、全く違う印象があったと話しており、アニメでは絵が要であることを再確認したと振り返っている。また、フェイバーは、コミカルな場面は作りこみすぎると場にそぐわず、バランスが難しくて苦労したと前述のインタビューの中で振り返っている。
また、フェイバーは1st Seasonのエンディングテーマ「Waiting for the rain」の制作も担当した。

### スタッフ
- 原作 - 三屋咲ゆう（MF文庫J「学戦都市アスタリスク」KADOKAWA刊）[4]
- 原作イラスト - okiura[4]
- 総監督 - 小野学[4]
- 監督 - セトウケンジ[4]
- キャラクターデザイン - 川上哲也[4]
- セットデザイン - 森岡賢一[4]
- メカニックデザイン - 西岡忍[4]
- プロップデザイン - 三股浩史[4]
- アクション設計 - 徳田大貴
- 美術設定 - 行方利晴[4]、大平司[4]
- 美術監督 - 渡辺幸浩[4]
- 色彩設計 - 松山愛子[4]
- 撮影監督 - 中西康祐[4]、杉山大樹（1st SEASON）[4]→上條智也（2nd SEASON）
- CG監督 - 工藤菜央[4]
- 編集 - 後藤正浩[4]
- 音響監督 - 本山哲[4]
- 音楽 - ラスマス・フェイバー[4]
- 音楽制作 - フライングドッグ
- 音楽プロデューサー - 福田正夫[4]、西辺誠[4]
- チーフプロデューサー - 柏田真一郎[4]、万木壮[4]
- プロデューサー - 梅本聡一郎[4]、池本昌仁[4]、二見鷹介[4]、伊藤将生[4]、西出将之[4]、佐藤功[4]、林洋平（1st SEASON）[4]→金庭こず恵（2nd SEASON）
- アニメーションプロデューサー - 山田賢志郎[4]
- アニメーション制作 - A-1 Pictures[4]
- 製作 - アスタリスク製作委員会（アニプレックス、KADOKAWA、バンダイナムコエンターテインメント、フライングドッグ、朝日放送、アニマックスブロードキャストジャパン、ムービック）

### 主題歌
「Brand-new World」
第1クールオープニングテーマ。作詞・歌は西沢幸奏、作曲・編曲はWEST GROUND。
「The Asterisk War」
第2クールオープニングテーマ。作詞・歌は西沢幸奏、作曲・編曲はWEST GROUND。
「Waiting for the rain」
第1クールエンディングテーマ。作詞・作曲・編曲はRasmus Faber、歌は坂本真綾。
「愛の詩-words of love-」
第2クールエンディングテーマ。作詞は山田稔明、作曲・編曲はRasmus Faber、歌は千菅春香。
挿入歌
「愛の太陽」
第8話で使用。作詞は岩里祐穂、作曲・編曲はRasmus Faber、歌はシルヴィア・リューネハイム（千菅春香）。
「Hold you in the wind」
第12話と第24話で使用。作詞・作曲・編曲はRasmus Faber、歌はRasmus Faber feat. Emily McEwan。
「Lonely Feather」
第19話で使用。作詞・作曲・編曲はRasmus Faber、歌はシルヴィア・リューネハイム（千菅春香）。

### 評価
アメリカのアニメ評価サイト「Anime Trending」が主催した「第2回 Anime Trending Awards」ではOPENING THEME SONG OF THE YEAR部門で「Brand-new World」が7位を獲得している。同「第3回 Anime Trending Awards」ではOPENING THEME SONG OF THE YEAR部門で「The Asterisk War」が7位、ROMANCE ANIME OF THE YEAR部門で9位をそれぞれ獲得している。

### 各話リスト
| #          | サブタイトル   | 脚本       | 絵コンテ        | 演出            | 作画監督                                               | 総作画監督        |
| 1st SEASON | 1st SEASON     | 1st SEASON | 1st SEASON      | 1st SEASON      | 1st SEASON                                             | 1st SEASON        |
| ---------- | -------------- | ---------- | --------------- | --------------- | ------------------------------------------------------ | ----------------- |
| #01        | 華焔の魔女     | 中本宗応   | セトウケンジ    | セトウケンジ    | 川上哲也                                               | 川上哲也          |
| #02        | セル＝ベレスタ | 中本宗応   | 今泉賢一        | 今泉賢一        | 武本大介、中島里恵 石川洋一                            | 小林利充          |
| #03        | 二人の休日     | 中本宗応   | こさや          | くさや          | 福島豊明、吉田肇 竹内アキラ                            | 渡邊敬介          |
| #04        | 解き放たれし者 | 中本宗応   | 小野学          | 飛田剛          | 岩井優器                                               | 川上哲也          |
| #05        | 疾風刃雷       | 木澤行人   | 青柳隆平        | 青柳隆平        | 北村友幸、浅井昭人                                     | 川上哲也          |
| #06        | 素顔の少女     | 木澤行人   | 室井ふみえ      | いわたかずや    | 川島尚、渡辺真由美                                     | 小林利充          |
| #07        | 決意と決闘     | 木澤行人   | 大嶋博之        | 大嶋博之        | ウクレレ善似郎、橋口隼人                               | 川上哲也          |
| #08        | 二人の休日(2)  | 木澤行人   | 小野学          | 高藤聡          | 手島典子、出野義則                                     | 川上哲也          |
| #09        | 鳳凰星武祭     | 菅原雪絵   | 小島正士        | 森大貴          | 袴田裕二                                               | 伊藤秀樹          |
| #10        | 吸血暴姫       | 菅原雪絵   | ところともかず  | 飛田剛          | 浅井昭人、岩井優器 北村友幸                            | 川上哲也          |
| #11        | 力と代償       | 菅原雪絵   | 大嶋博之        | 浅見松雄        | 南伸一郎、木下由美子 福島豊明                          | 伊藤秀樹          |
| #12        | グラヴィシーズ | 菅原雪絵   | 小野学          | 嵯峨敏          | 針場裕子、石川洋一 橋口隼人                            | 川上哲也          |
| 2nd SEASON |                |            |                 |                 |                                                        |                   |
| #13        | 万有天羅       | 木澤行人   | セトウケンジ    | 徳田大貴        | 木藤貴之、針場裕子                                     | 川上哲也          |
| #14        | 悪辣の王       | 木澤行人   | 大嶋博之        | 飛田剛          | 石堂伸晴、橋本航平                                     | 小川エリ 伊藤秀樹 |
| #15        | 追憶闘破       | 木澤行人   | 青柳隆平        | 青柳隆平        | 橋口隼人、石川洋一                                     | 小林利充          |
| #16        | 譲れぬ想い     | 木澤行人   | 鳥居貴史 小野学 | 嵯峨敏          | 川崎玲奈、ウクレレ善似郎 鳥居貴史                      | 川上哲也          |
| #17        | 悪辣の繰り糸   | 木澤行人   | 稲井仁          | 徳田大貴        | 袴田裕二、蘇武裕子 古住千秋、徳田大貴(メカ)            | -                 |
| #18        | 奔走           | 菅原雪絵   | 深澤学          | 竹下健一        | 木藤貴之、針場裕子 永野美春                            | 小林利充          |
| #19        | 戦律           | 菅原雪絵   | 大嶋博之        | 大嶋博之        | 小野田貴之                                             | 川上哲也 伊藤秀樹 |
| #20        | 覇凰決戦       | 菅原雪絵   | 青柳隆平        | 青柳隆平        | 石川洋一、橋口隼人 袴田裕二                            | 川上哲也          |
| #21        | 決着           | 中本宗応   | 小野学          | 徳田大貴 小野学 | 川﨑玲奈、小野田貴之 徳田大貴                          | 川石もも          |
| #22        | リーゼルタニア | 中本宗応   | 飛田剛          | 飛田剛          | 石堂伸晴、橋本航平                                     | 川上哲也          |
| #23        | 孤毒の魔女     | 中本宗応   | 小俣真一        | 嵯峨敏          | 古住千秋、蘇武裕子 ウクレレ善似郎、小野田貴之 永野美春 | 小林利充          |
| #24        | 再会           | 中本宗応   | セトウケンジ    | セトウケンジ    | 木藤貴之、石川洋一 橋口隼人、川崎玲奈 川上哲也         | 川上哲也          |

### 放送局
| 放送期間                 | 放送時間                     | 放送局       | 対象地域   | 備考                                           |
| ------------------------ | ---------------------------- | ------------ | ---------- | ---------------------------------------------- |
| 2015年10月3日 - 12月19日 | 土曜 20:30 - 21:00           | アニマックス | 日本全域   | BS/CS放送 / 製作委員会参加 / リピート放送あり  |
|                          | 土曜 23:30 - 日曜 0:00       | TOKYO MX     | 東京都     |                                                |
|                          |                              | とちぎテレビ | 栃木県     |                                                |
|                          |                              | 群馬テレビ   | 群馬県     |                                                |
|                          |                              | BS11         | 日本全域   | BS放送 / 『ANIME+』枠                          |
| 2015年10月8日 - 12月24日 | 木曜 2:14 - 2:44（水曜深夜） | 朝日放送     | 近畿広域圏 | 製作委員会参加 / 『水曜アニメ〈水もん〉』第1部 |
|                          | 木曜 2:45 - 3:15（水曜深夜） | CBCテレビ    | 中京広域圏 |                                                |

| 配信開始日    | 配信時間                   | 配信サイト |
| ------------- | -------------------------- | --- |
| 2015年10月8日 | 木曜 12:00 更新            | ニコニコチャンネル GYAO! バンダイチャンネル PlayStation Video ビデオマーケット U-NEXT dアニメストア アニメ放題 |
|               | 木曜 23:30 - 金曜 0:00     | ニコニコ生放送                                                                                                 |
| 2015年10月9日 | 金曜 0:00（木曜深夜） 更新 | ビデオパス J:COMオンデマンド                                                                                   |

| 放送期間                     | 放送時間                     | 放送局       | 対象地域   | 備考                                           |
| ---------------------------- | ---------------------------- | ------------ | ---------- | ---------------------------------------------- |
| 2016年4月2日 - 6月18日       | 土曜 22:30 - 23:00           | アニマックス | 日本全域   | BS/CS放送 / 製作委員会参加 / リピート放送あり  |
| 2016年4月3日 - 2016年6月19日 | 日曜 0:30 - 1:00（土曜深夜） | TOKYO MX     | 東京都     |                                                |
|                              |                              | とちぎテレビ | 栃木県     |                                                |
|                              |                              | 群馬テレビ   | 群馬県     |                                                |
|                              |                              | BS11         | 日本全域   | BS放送 / 『ANIME+』枠                          |
| 2016年4月7日 - 2016年6月23日 | 木曜 2:14 - 2:44（水曜深夜） | 朝日放送     | 近畿広域圏 | 製作委員会参加 / 『水曜アニメ〈水もん〉』第1部 |
|                              | 木曜 2:45 - 3:15（水曜深夜） | CBCテレビ    | 中京広域圏 |                                                |

※2ndシーズンのみ、TOKYO MXと同日同時間放送の4局ではCM枠にて超短編アニメ『ラグナストライクエンジェルズ』を放送する。

### BD / DVD
| 巻 | 発売日         | 収録話          | 規格品番      | 規格品番      |
| 巻 | 発売日         | 収録話          | BD限定版      | DVD限定版     |
| -- | -------------- | --------------- | ------------- | ------------- |
| 1  | 2015年12月23日 | 第1話 - 第2話   | ANZX-12301/2  | ANZB-12301/2  |
| 2  | 2016年1月27日  | 第3話 - 第4話   | ANZX-12303/4  | ANZB-12303/4  |
| 3  | 2016年2月24日  | 第5話 - 第6話   | ANZX-12305/6  | ANZB-12305/6  |
| 4  | 2016年3月23日  | 第7話 - 第8話   | ANZX-12307/8  | ANZB-12307/8  |
| 5  | 2016年4月24日  | 第9話 - 第10話  | ANZX-12309/10 | ANZB-12309/10 |
| 6  | 2016年5月25日  | 第11話 - 第12話 | ANZX-12311/2  | ANZB-12311/2  |

| 巻 | 発売日         | 収録話          | 規格品番      | 規格品番      |
| 巻 | 発売日         | 収録話          | BD限定版      | DVD限定版     |
| -- | -------------- | --------------- | ------------- | ------------- |
| 1  | 2016年6月22日  | 第13話 - 第14話 | ANZX-12313/4  | ANZB-12313/4  |
| 2  | 2016年7月27日  | 第15話 - 第16話 | ANZX-12315/6  | ANZB-12315/6  |
| 3  | 2016年8月24日  | 第17話 - 第18話 | ANZX-12317/8  | ANZB-12317/8  |
| 4  | 2016年9月28日  | 第19話 - 第20話 | ANZX-12319/20 | ANZB-12319/20 |
| 5  | 2016年10月26日 | 第21話 - 第22話 | ANZX-123121/2 | ANZB-12321/2  |
| 6  | 2016年11月23日 | 第23話 - 第24話 | ANZX-123123/4 | ANZB-12323/4  |

### Webラジオ
『学戦都市アスタリスク〜電波星武祭〜』は、2015年9月25日から2016年10月21日まで音泉にて配信されたWebラジオ番組。第1回から第14回まで毎週金曜日に更新、第15回から第20回まで月2回金曜日に更新、第21回から第34回まで毎週金曜日に更新、第35回から第38回（最終回）まで月1回更新。メインパーソナリティは加隈亜衣（ユリス＝アレクシア・フォン・リースフェルト 役）。
ゲスト
- 田丸篤志（天霧綾斗 役）：第1回 - 第5回、第13回 - 第16回、第21回、第33回 - 第34回、第38回
- 東山奈央（クローディア・エンフィールド 役）：第6回 - 第7回
- 西沢幸奏（OP曲担当）：第7回、第29回 - 第30回
- 井澤詩織（沙々宮紗夜 役）：第8回 - 第10回、第23回、第37回
- 小澤亜李（刀藤綺凛 役）：第11回 - 第12回、第16回、第31回 - 第32回、第36回
- 星野貴紀（レスター・マクフェイル 役）：第15回、第18回
- 内田雄馬（夜吹英士郎 役）：第17回
- こぶしのぶゆき（ランディ・フック 役）：第18回
- 田村睦心（カミラ・パレート 役）：第19回 - 第20回
- 佳村はるか（リムシィ 役）：第19回
- 森永千才（フローラ・クレム 役）：第24回
- 松田颯水（黎沈雲 役）：第25回 - 第26回
- 松田利冴（黎沈華 役）：第25回 - 第26回
- 千菅春香（シルヴィア・リューネハイム 役）：第28回 - 第29回

イベント
MF文庫J 夏の学園祭2016「学戦都市アスタリスク〜電波星武祭〜」出張版
- 開催日：2016年7月17日
- 会場：EBiS303
- 出演：田丸篤志、加隈亜衣
- 音源配信：2016年7月25日（第35回）

### Webコミック
アニメ公式サイトで配信の複数の作家による短編マンガ。
- 「なぜなにアスタリスク〜遭難編〜」 / 氷川へきる
- 「王族だけど〜星導館学園編〜」 / にんげん
- 「界龍(ジェロン)食漫記」 / しのはらしのめ
- 「ルサールカ探偵団」 / 森野カスミ
- 「エルネスタとカミラのアルルカント日記」 / バラマツヒトミ
- 「華麗なる聖ガラードワース学園」 / 羊箱
- 「それいけレヴォルフ」 / みちきんぐ

## ゲーム
学戦都市アスタリスクフェスタ 鳳華絢爛
2015年8月22日に配信されたニコニコ生放送『TVアニメ「学戦都市アスタリスク」ファーストミーティング』にて発表された。PlayStation Vita用ソフトとして、2016年1月28日にバンダイナムコエンターテインメントから発売された。
主題歌は「Brilliant Star」（作詞・歌 - 西沢幸奏 / 作曲 - Meis Clauson / 編曲 - WEST GROUND）。
ファミ通の40点満点のクロスレビューでは28点だった。
学戦都市アスタリスクフェスタ 煌めきのステラ
2016年7月21日にバンダイナムコエンターテインメントからApp StoreとGoogle Playにて配信開始された。2017年7月13日をもってサービス終了。

### ショートアニメ
『なぜなに!?アスタリスク』は、鳳華絢爛のゲーム公式サイトで配信の予告同様2頭身キャラとなった短編アニメ。全8話。
| 話数  | サブタイトル                        | 配信日         | 出演キャラ                       |
| ----- | ----------------------------------- | -------------- | -------------------------------- |
| 第1話 | アスタリスクって？                  | 2016年 1月15日 | ユリス、綾斗                     |
| 第2話 | 《星脈世代》（ジェネステラ）って？  | 1月22日        | ユリス、紗夜                     |
| 第3話 | 《星武祭》（フェスタ）って？        | 1月29日        | 紗夜、綾斗                       |
| 第4話 | ルークスって？                      | 2月5日         | クローディア、綾斗               |
| 第5話 | オーガルクスって？                  | 2月12日        | クローディア、綾斗               |
| 第6話 | 姉をたずねて三千里                  | 2月19日        | 綾斗、ユリス、紗夜、クローディア |
| 第7話 | 《鳳凰星武祭》（フェニクス）って？  | 2月26日        | 綺凛、綾斗                       |
| 第8話 | アスタリスクフェスタ 鳳華絢爛って？ | 3月4日         | 綺凛、綾斗                       |